# Эребуни

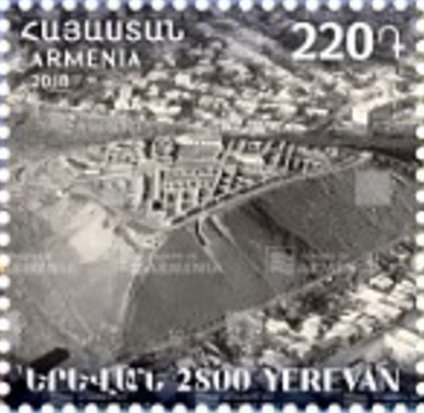
Крепость Эребуни из серии «2800 лет Еревану». Почта Армении, 2018

Эребуни́ (Ирпуни́, Ирепуни́, Эревуни, Эревани урарт. URUer-bu-ú-ni, арм. Էրեբունի) — древний 
город-крепость государства Урарту, исторический памятник,  развалины которого расположены на холме Арин-Берд на территории современного Еревана в Армении. Являлся одним из важнейших политических, экономических и культурных центров региона.
Эребуни был основан царём Аргишти I в 782 году до н. э. вдоль северной границы Урарту, в качестве опорного пункта для закрепления урартов в Араратской долине. В связи с тем, что Эребуни располагался на территории современного Еревана, и из-за гипотезы об этимологической связи между двумя названиями Эребуни отождествляют с Ереваном, считая 782 год до н. э. годом основания Еревана.
После упадка города в IV веке до н. э., вплоть до III века н. э. нет данных, указывающих на существование значимого поселения на месте Эребуни. Город вновь начинает застраиваться лишь с III века н. э. в 2 км к северу от Эребуни, но уже с названием «Эреван».
Журналом «Forbes» поселение было включено в список «9 самых древних крепостей мира».

## История изучения
Впервые холм Арин-Берд привлёк внимание учёных в 1894 году, когда российский учёный А. А. Ивановский приобрёл у жителя окрестного села Чолмакчи (ныне район Еревана Старый Норк) камень с урартской клинописью. Местный житель Папак Тер-Аветисов утверждал, что нашёл его в 1879 году на холме Арин-Берд. Рисунок и приблизительный перевод надписи был вскоре опубликован М. В. Никольским. Надпись на камне сообщала, что на этом месте урартский царь Аргишти I построил зернохранилище «ёмкостью 10 100 капи». Однако в течение длительного периода времени холм оставался без внимания археологов, и только в 1947 году археологическая экспедиция под руководством Б. Б. Пиотровского, занимавшаяся в Ереване раскопками Кармир-Блура, провела на холме разведывательные работы. В 1950 году эта же археологическая экспедиция начала на холме систематические археологические раскопки.

### Отождествление урартского Эребуни с развалинами на Арин-Берде
25 октября 1950 года во время разведывательных работ, армянский учёный К. Л. Оганесян обнаружил два базальтовых камня, покрытых клинописью. Один из этих камней сообщал о строительстве зернохранилища урартским царём Сардури II, а второй приписывал постройку крепости Эребуни царю Аргишти I. После этой находки появилась гипотеза о том, что холм Арин-Берд скрывает развалины древнего Эребуни, и с 1952 года на холме продолжились археологические раскопки, проводимые совместно уже двумя археологическими экспедициями: Институтом археологии и этнографии АН Армянской ССР и Государственным музеем изобразительных искусств им. Пушкина, под общим научным руководством Б. Б. Пиотровского. В связи с тем, что много предметов с надписью «Эребуни» были обнаружены при раскопках соседнего Тейшебаини, ещё некоторое время оставались сомнения, действительно ли Эребуни находился на холме Арин-Берд: имелся риск, что табличка, обнаруженная Оганесяном в 1950 году, попала на холм случайно. Спустя 8 лет, в 1958 году, сомнения окончательно разрешились, и гипотеза получила окончательное подтверждение: во время археологических раскопок ещё одна надпись Аргишти I об основании Эребуни была обнаружена нетронутой, на камне, заложенном в древнюю стену. Таким образом, с 1958 года Эребуни был окончательно локализован на холме Арин-Берд.

Обнаруженные надписи о постройке Эребуни урартским царём Аргишти I
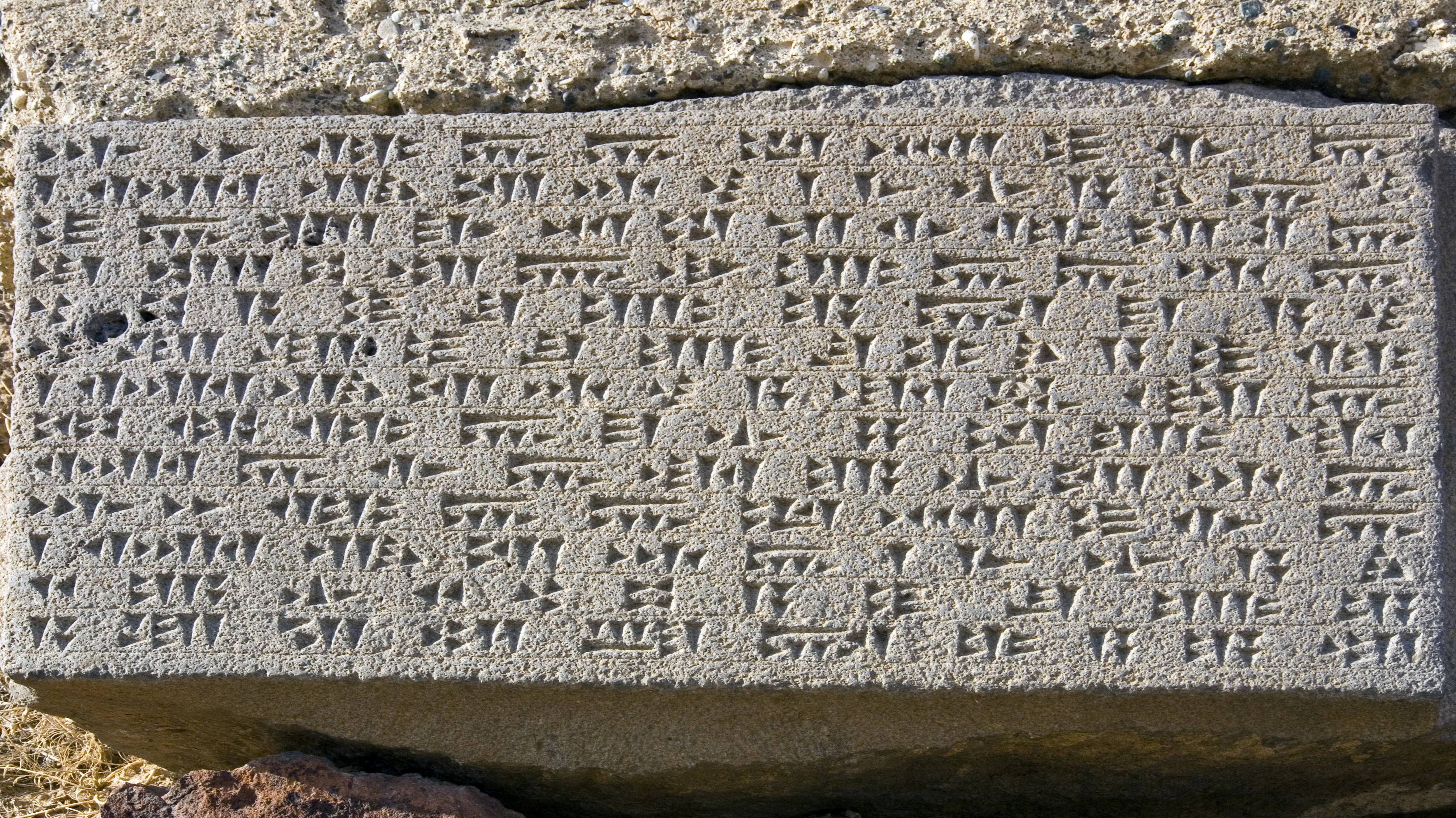
Находка 1950 года
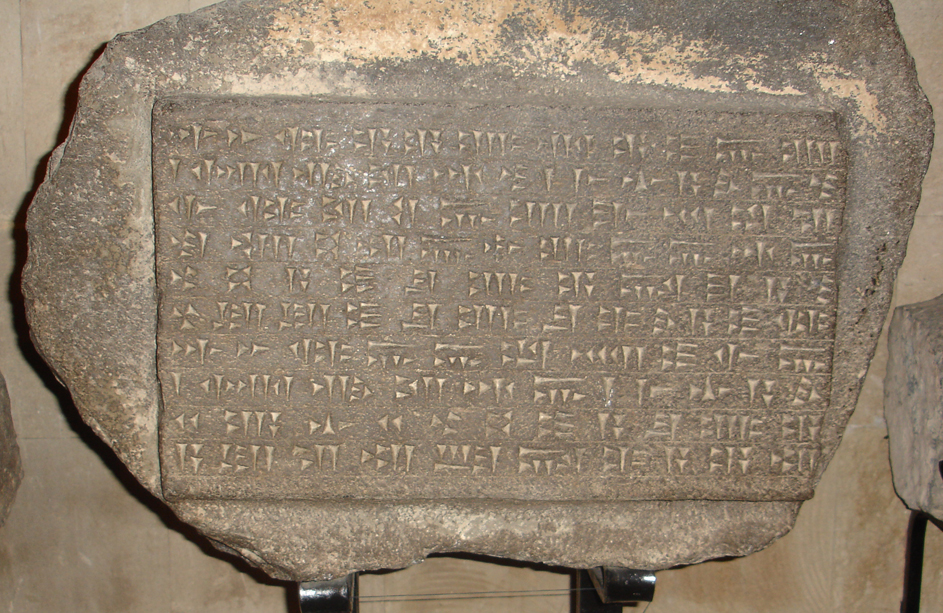
Находка 1958 года (хранится в «Музее Эребуни» в Ереване)

Перевод надписей о постройке Эребуни:

Величием бога Халди Аргишти, сын Менуа, эту могущественную крепость построил; установил её имя Эребуни для могущества страны Биайни и для устрашения вражеской страны. Земля была пустынной, могучие дела я тут совершил. Величием бога Халди Аргишти, сын Менуа, царь могущественный, царь страны Биайни, правитель города Тушпы.

### Этимологическая взаимосвязь Эребуни и Еревана
Прочтение названия также долго вызывало сомнения исследователей. Первоначально название урартского города читали по-разному: Ирпуни́, Ирепуни́, Ирбуни́ и Сабуни́. Только после того, как окончательно было установлено, что ряд предметов Эребуни был перевезен в Тейшебаини, а также после находки в Тейшебаини щита царя Аргишти I с написанием слова «Эребуни», вызывающем значительно меньше сомнений в правильности прочтения, окончательно устоялась прочтение «Эребуни», а также получили научную основу предположения об этимологической связи между словами «Эребуни» и «Ереван», впервые высказанные Г. Р. Капанцяном в популярной печати. В работе 1959 года академик Пиотровский осторожно высказывал: «Возможно, что даже в названии столицы Армянской ССР города Еревана продолжает жить урартское название города Эребуни … Следует заметить, что сопоставления древних урартских названий со средневековыми и современными, проведенные без достаточного обоснования, могут ввести исследователей в заблуждение». Современные историки занимают более определенную позицию, полагая, что этимологическая связь Эребуни и Еревана на сегодня общепринята.

### Другие результаты археологических раскопок
Продолжающиеся с 1950 года археологические раскопки на территории крепости принесли немало ценных находок и внесли большой вклад в изучение государства Урарту. На холме в общей сложности было обнаружено 23 клинописные таблички царей Аргишти I, Сардури II и Русы III. Предметов материальной культуры на холме Эребуни было обнаружено немного, что главным образом связывается с тем, что в середине VI века до н. э. урарты оставили Эребуни без боя и вывезли всё ценное в соседний Тейшебаини. Кроме этого, городские постройки Эребуни располагались в основном к востоку от холма, и большая часть этих построек была разрушена во время интенсивного строительства посёлков Нор-Ареш и Вардашен на окраинах Еревана. Эта зона была объявлена заповедником лишь в 1952 году. Раскопки крепости продолжались до 1958 года, раскопки городских кварталов начались в 1968 году. В настоящее время, оба посёлка и холм Арин-Берд уже стали частью разросшегося Еревана. На самом холме Арин-Берд устроен Музей «Эребуни», который, в свою очередь, наполнен в основном предметами материальной культуры, привезенными «обратно» с раскопок соседнего Тейшебаини. Раскопки городских кварталов, лежащих неподалёку от холма, понемногу продолжаются по сей день с участием армянских и западных археологов.

## История Эребуни

### Основание города (782 год до н. э.)
Как известно из клинописных табличек Аргишти I и его летописи, сохранившейся в столице Урарту — Тушпе, Эребуни был основан в 782 году до н. э. В этот период Урарту переживало свой расцвет и являлось самым могущественным государством Передней Азии. Аргишти I был озабочен расширением границ своего государства и укреплением экономического благополучия. Араратская долина при искусственном орошении, которым в совершенстве владели урарты, имела крайне благоприятные условия для сельского хозяйства, и поэтому являла собой привлекательную территорию для урартской экспансии. Местное население (по летописям — страна Аза) оказывало урартам сопротивление, и в качестве первого опорного пункта для дальнейшей экспансии, Аргишти I основал новый город-крепость Эребуни.

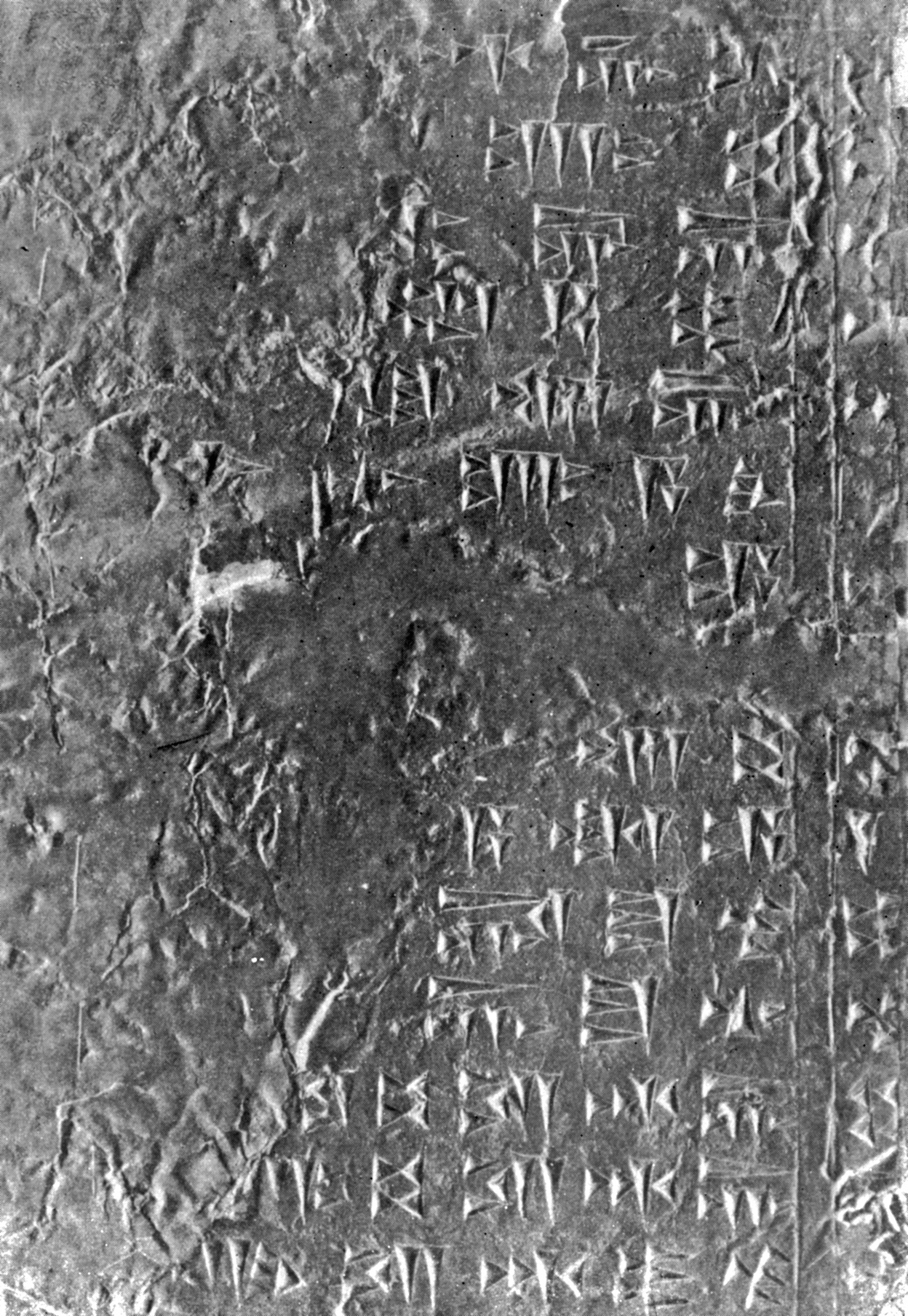
Отрывок из «Хорхорской летописи» Аргишти I, повествующей об основании Эребуни. Летопись обнаружена в конце XIX века на Ванской скале, в Тушпе. Надпись повреждена пушечными снарядами Первой мировой войны

Отрывок из «Хорхорской летописи» Аргишти I, повествующей об основании Эребуни:

Величием бога Халди выступил я в поход на страну Хати <…> По велению бога Халди Аргишти, сын Менуа, говорит: город Ирпуни я построил для могущества страны Биаинили и для усмирения вражеской страны. Земля была пустынной; ничего не было там построено. Могучие дела я там совершил. 6 тысяч 600 воинов стран Хате и Цупани я там поселил.

#### Этнический состав и религия Эребуни
Летопись Аргишти I рассказывает о заселении Эребуни пленными из страны Хати, а именно 6600 воинами, взятыми в плен в Мелитене и на верхнем Евфрате, по всей вероятности, протоармянами по этнической принадлежности, а также и другими племенами. Кроме этого, один из храмов, находящийся в крепости (так называемый храм «Суси») был снабжён необычной надписью Аргишти I, которая упоминала божество «Иварша», никогда более в урартских текстах не встречавшееся.

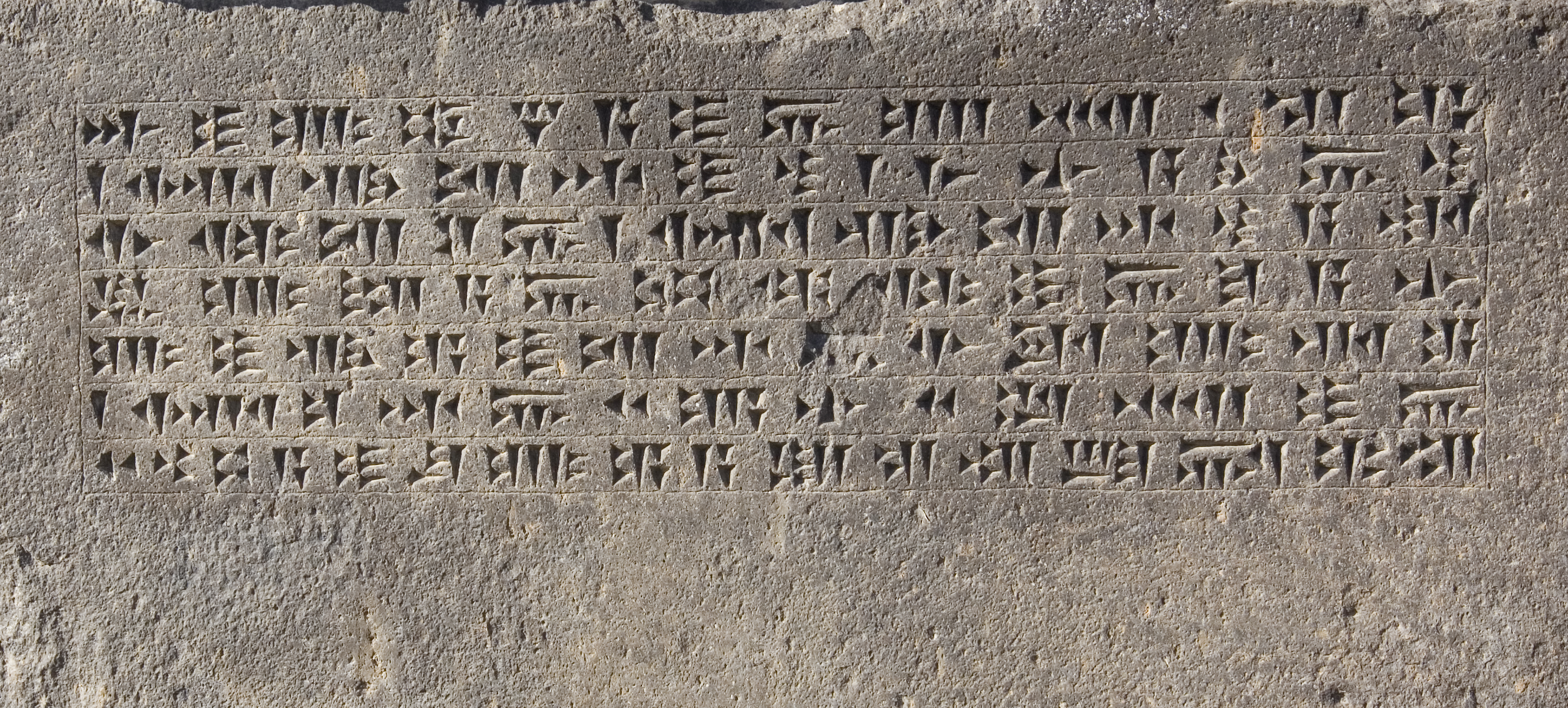
Клинописная надпись у входа в храм «Суси». Обнаружена в 1956 году

Клинописная надпись у входа в храм «Суси»:

Богу Иварша этот дом Суси Аргишти, сын Менуа, построил, Аргишти говорит: земля в этом месте была пустынной, ничего там не было построено. Аргишти, царь могущественный, царь великий, царь страны Биайнили, правитель Тушпа-города

На основании этих данных учёные высказали предположение, что бог «Иварша» — это хетто-лувийское божество Иммаршиа, упоминающееся в хеттских клинописных надписях Богазкёйского архива, а храм «Суси» был построен для воинов-переселенцев из стран Хати и Цупани. Недостаточность данных для этой аргументации породило альтернативную теорию о том, что храм «Суси» был построен ради божества местного населения Араратской долины, так называемых в урартских текстах жителей страны Аза. Хотя вопрос о божестве Иварша остаётся открытым, учёные сходятся во мнении, что состав населения Эребуни с момента основания был многонациональный.
Также в крепости, вероятно с самого основания Эребуни, существовал храм бога Халди, главного бога Урарту. Этот храм занимал значительно большую площадь, чем храм «Суси», и являлся главным храмом Эребуни. В заключительный ахеменидский период жизни Эребуни оба храма были расширены и перестроены в персидские святилища. Храм «Суси» был переделан в «Храм огня», а храм бога Халди в персидскую ападану.

Святилища Эребуни
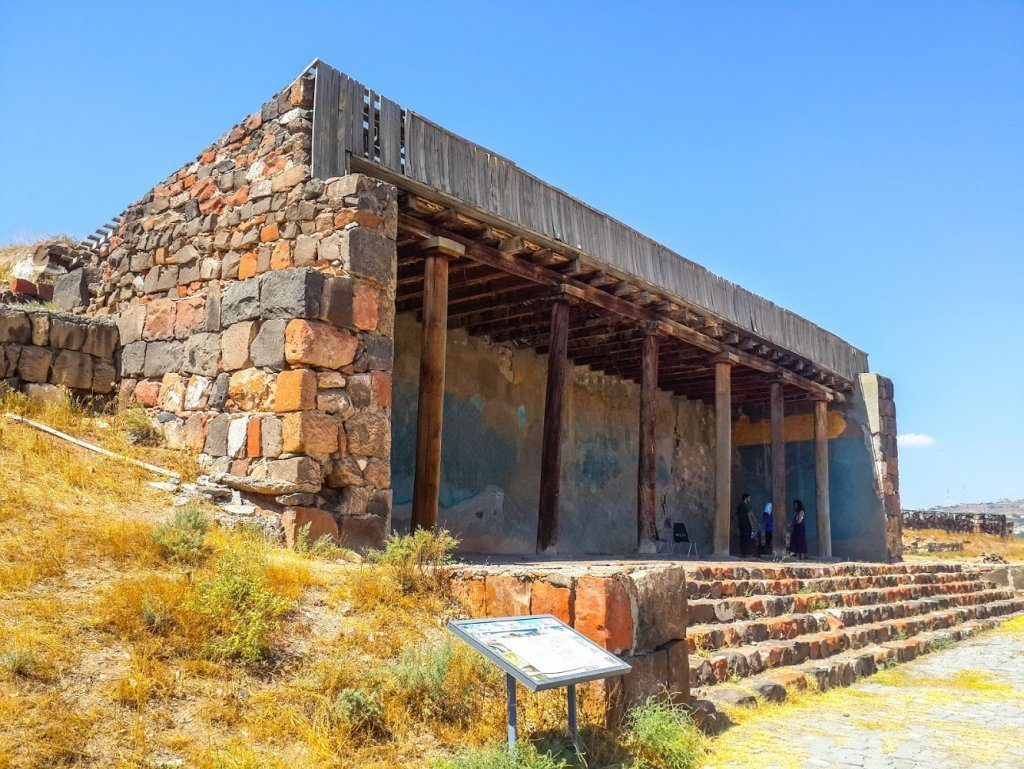
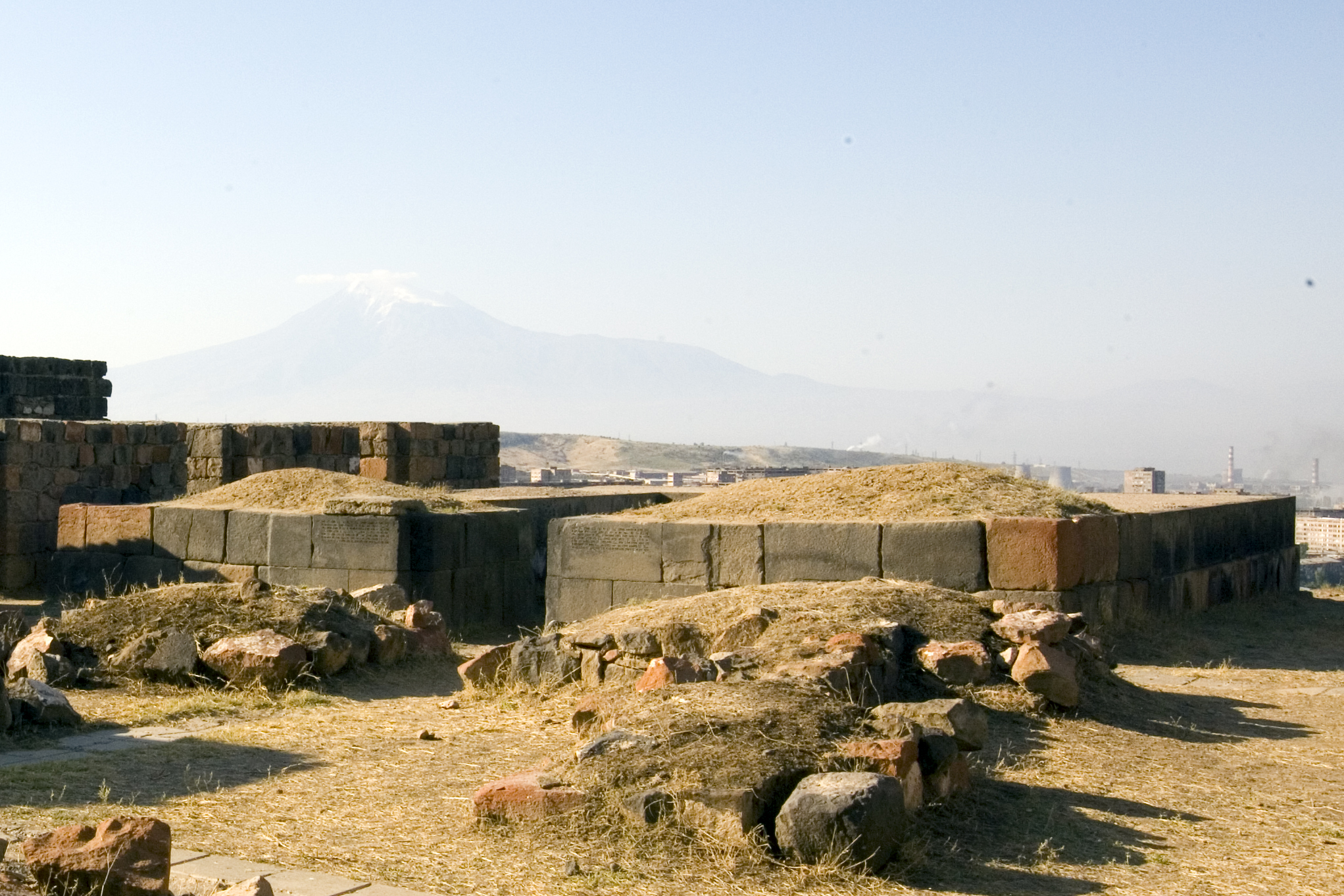
Фундамент урартского храма «Суси» и (на переднем плане) обломки более позднего персидского «храма огня». С обеих сторон входа в храм «Суси» сохранились урартские клинописи царя Аргишти I.
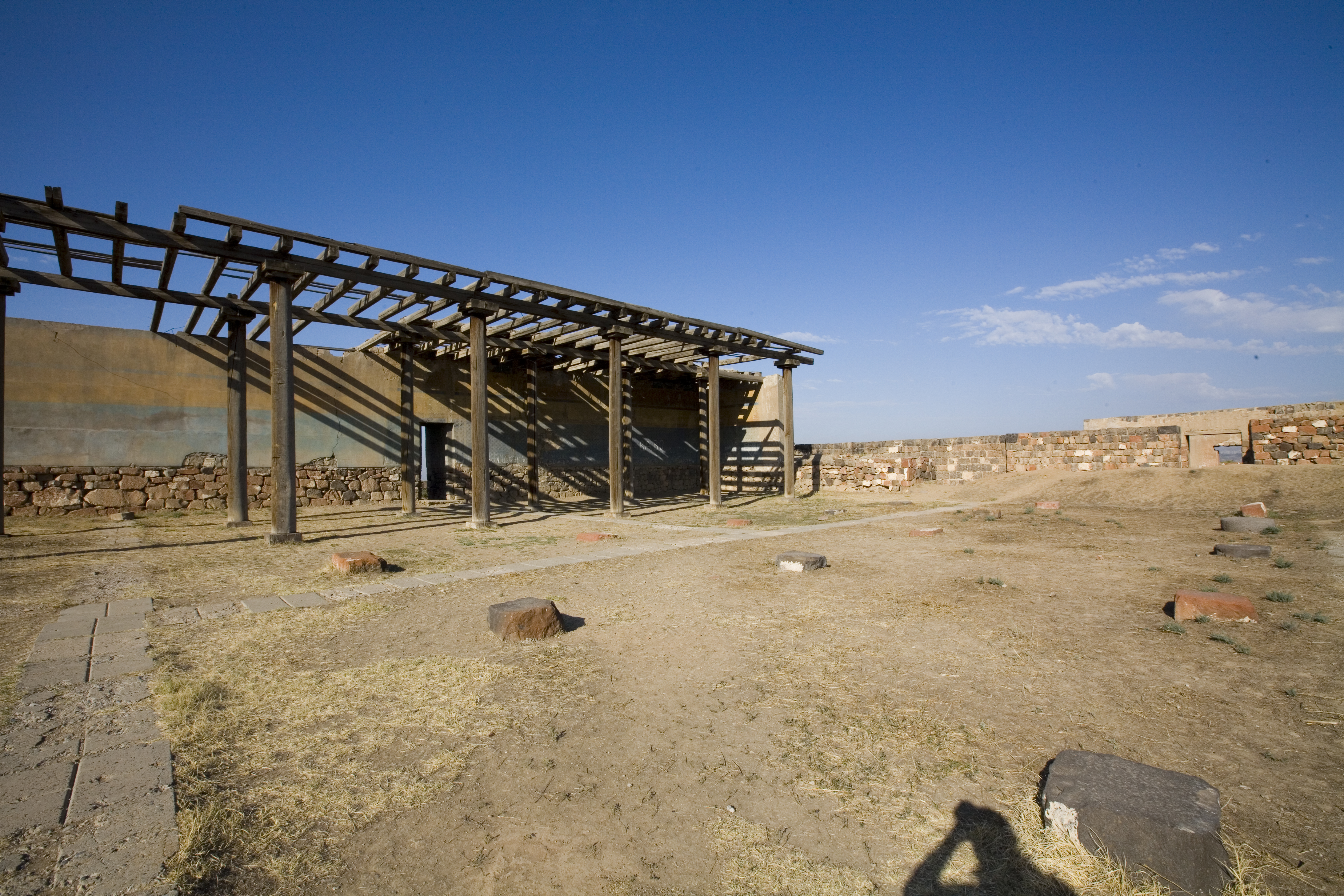
Восстановленная стена храма бога Халди с настенными росписями и элементами перистиля. Основания колонн на переднем плане — остатки персидской ападаны.

### Расцвет Эребуни (782—735 годы до н. э.)
Основание города Эребуни достигло своей цели: урарты успешно обосновались в Араратской долине. Первые шесть лет Эребуни оставался единственным урартским городом в Араратской долине, но в 776 году до н. э. Аргишти I основывает Аргиштихинили — ещё один крупный город недалеко от современного Армавира. Устройство Аргиштихинили демонстрирует, что этот город решал преимущественно хозяйственные, а не военные задачи. Таким образом, уже через шесть лет после основания Эребуни, урарты прочно закрепились в Араратской долине и пожинали плоды своих хозяйственных деяний. Каналы, проложенные Аргишти I, обеспечили землям необходимое орошение, и плодородные земли долины стали приносить богатые урожаи. В период с 782 по 735 годы до н. э., во времена царствования Аргишти I и его сына Сардури II, в Эребуни было построено несколько крупных зернохранилищ. Подобное строительство в соседнем Аргиштихинили было ещё масштабней, а за Эребуни сохранялась военная власть и сила в регионе.
Примеры клинописных надписей о строительстве зернохранилищ в Эребуни. Надписи были обнаружены во время археологических раскопок 1967—1968 годов на камнях, заложенных в основание помещений. Хранятся в музее «Эребуни» в Ереване:

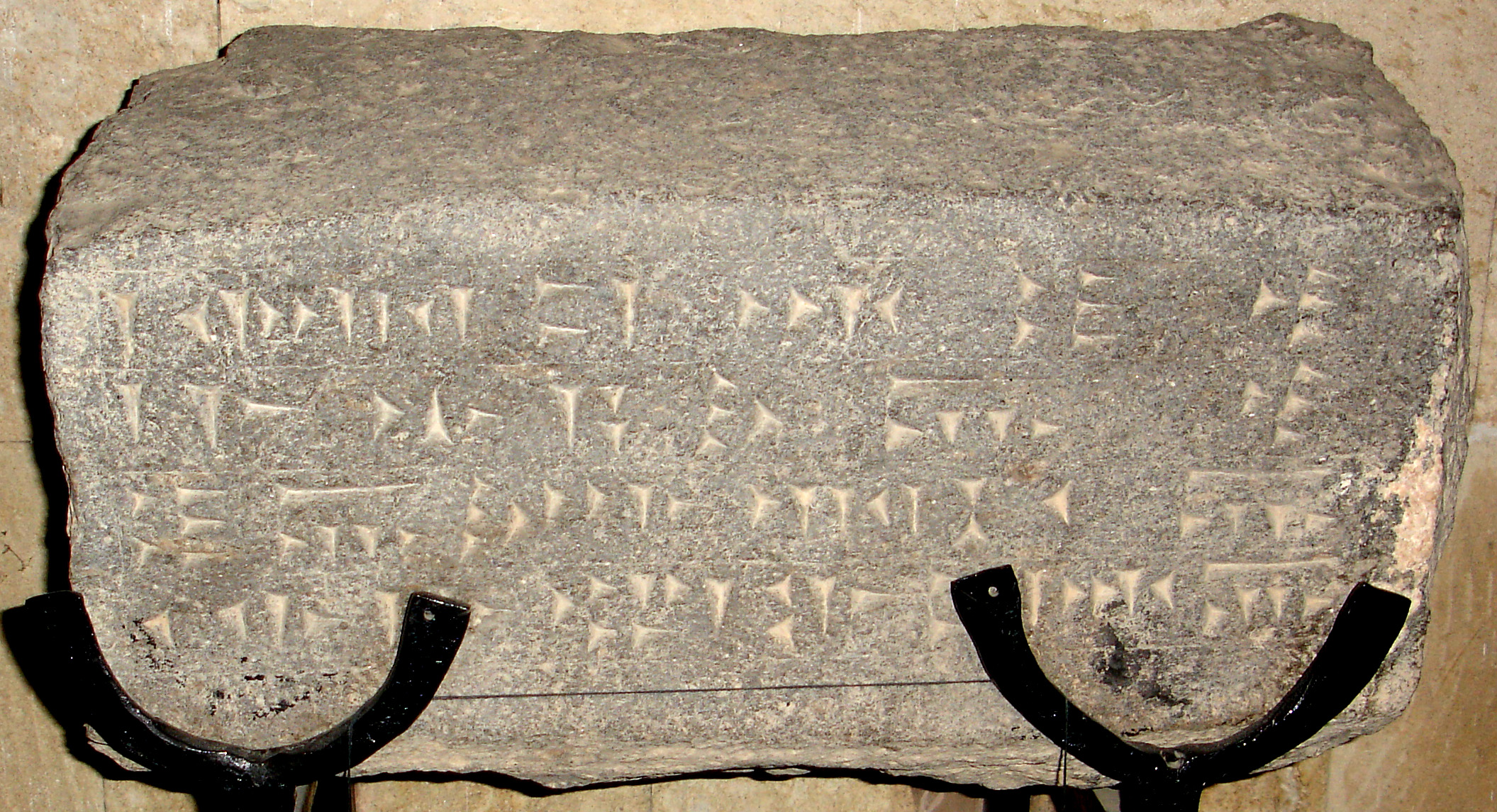
Перевод надписи: Аргишти, сын Менуа, это зернохранилище заполнил; здесь 10 тысяч 100 капи
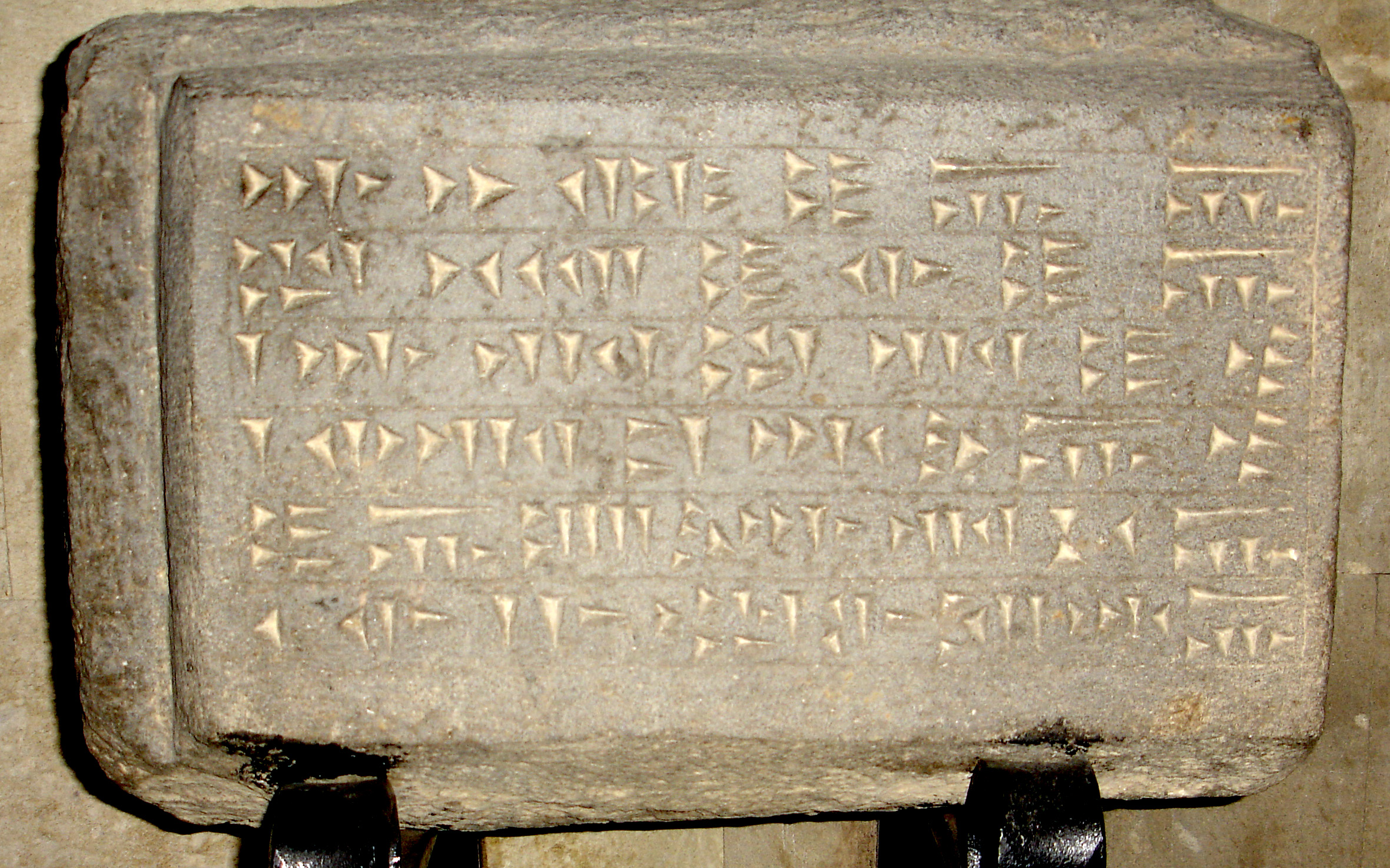
Перевод надписи: Величием бога Халди Сардури, сын Аргишти, это зернохранилище насыпал; 10 тысяч 100 капи здесь[31].

### Упадок Эребуни (735—600 год до н. э.)
Безоблачный период существования Эребуни закончился с началом заката Урарту. Через 47 лет после основания Эребуни, в 735 году до н. э. Сардури II на противоположном от Эребуни западном конце страны потерпел поражение от ассирийского царя Тиглатпаласара III. Это поражение оказалось переломным в истории Урарту. Приблизительно с 735 года до н. э. Урарту постепенно утрачивало своё могущество и свои владения. Хотя армии Ассирии, вечного соперника Урарту, никогда не проникали в урартские владения в Закавказье, последующие годы противостояния с Ассирией сильно ослабили урартскую армию. С другой стороны, уже со времени царствования сына Сардури II Русы I, участились нападения киммерийцев с северо-востока урартских владений на Араратскую долину. В результате, хозяйственная деятельность в Араратской долине прекратила своё спокойное и мирное развитие, и были проведены административные реформы, затормозившие развитие и изменившие статус Эребуни и соседнего Аргиштихинили.
Тем не менее, оба города продолжали существовать, по крайней мере, до падения Ассирии (609 год до н. э.) и времени правления Русы III, сына Эримены (период правления ок. 605—595 гг. до н. э.). Позиции Урарту в бывшем центре страны в районе озера Ван, где находились столицы Русахинили и, ранее, Тушпа, при Русе III сильно пошатнулись, и урартский административный центр вынужденно сместился в Закавказье. Эти события ненадолго вдохнули новую жизнь в Эребуни, сохранились надписи Русы III о строительстве новых зернохранилищ в Аргиштихинили и в Эребуни.

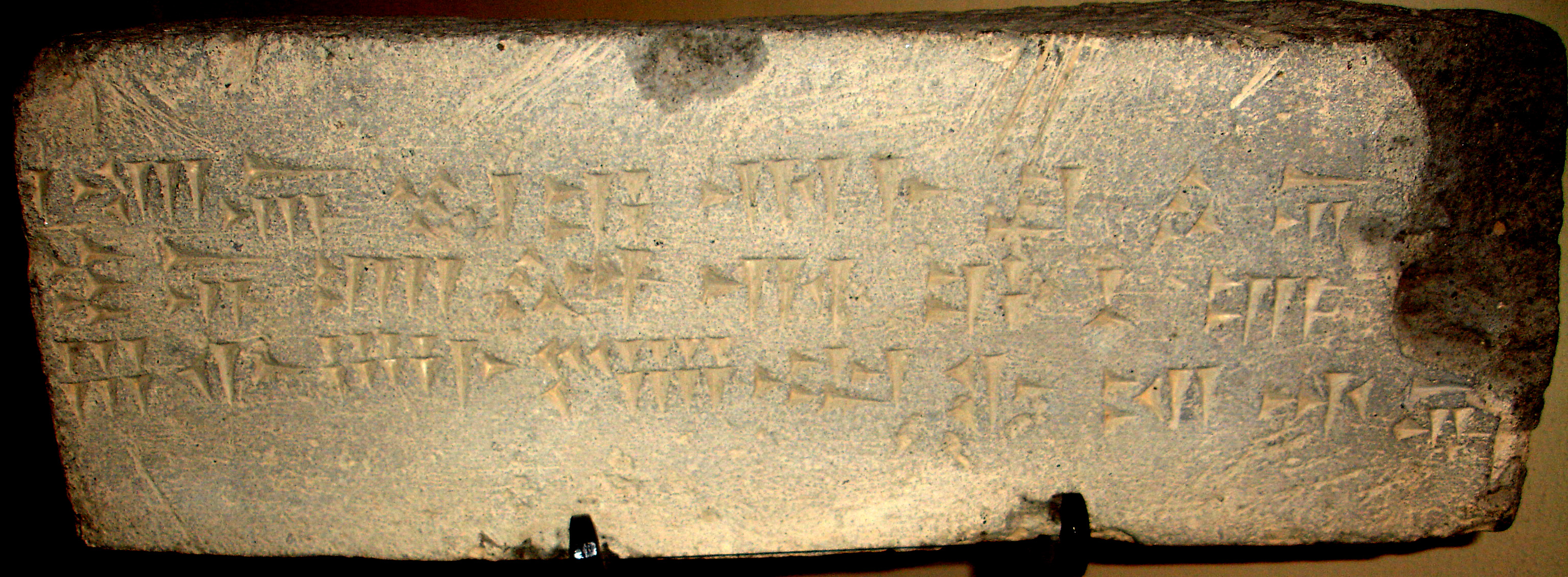
Надпись времён Русы III о строительстве зернохранилища в Эребуни. Обнаружена в 1968 году на холме Арин-Берд. Хранится в музее «Эребуни» в Ереване. Перевод надписи: «… Руса, сын Эрмины, это зернохранилище наполнил. Здесь 6848 капи зерна».

Однако вскоре, после недолгого периода возрождения, урартская армия без боя оставляет Эребуни и столицей всё слабеющего Урарту становится другой урартский город Закавказья — Тейшебаини. Археологи, проводившие раскопки, не обнаружили ни урартского культурного слоя в крепости Эребуни, ни следов пожара или других военных разрушений. С другой стороны, при раскопках Тейшебаини было обнаружено много предметов, которые ранее хранились в Эребуни. Урартская история Эребуни на этом заканчивается, а через короткое время, лишившись военной поддержки Эребуни, погибает Аргиштихинили, затем, в августе ночным штурмом взят и сожжён Тейшебаини, и Урартское государство прекратило своё существование.

### Ахеменидскийпериод в истории крепости (VI—V вв. до н. э.)
Вероятно, факт, что урарты оставили Эребуни без боя, позволил сохранить крепость для последующих её обитателей. Согласно археологическим находкам в VI—V вв. до н. э., часть строений крепости подверглась перестройке, на её территории появился храм персидского образца. Кроме этого, археологи обнаружили на территории крепости серебряные изделия послеурартского периода, а в 1956 году были обнаружены две монеты милетской чеканки IV века до н. э. Кроме этого, в верхнем культурном слое крепости были обнаружены железные конские удила, вероятно, иранского происхождения. Эти данные и находки говорят о том, что в Эребуни во времена Ахеменидов ещё продолжалась жизнь. В этот период, территория, где находился Эребуни, уже иногда называлась «Арменией» и в греческих и в персидских источниках, но была поделена между 13 и 18 сатрапиями Империи Ахеменидов. Учёные предполагают, что Эребуни ещё по крайней мере в течение столетия после падения Урарту использовалась как опорный пункт Империи Ахеменидов.
После IV века до н. э. жизнь в крепости Эребуни окончательно замирает.
Серебряные ритоны Ахеменидской эпохи сочетают элементы восточного, древнегреческого и урартского искусства. Клад обнаружен в 1968 году на холме Арин-Берд. Хранится в музее «Эребуни» в Ереване.

Предметы из клада серебряных изделий эпохи Ахеменидов
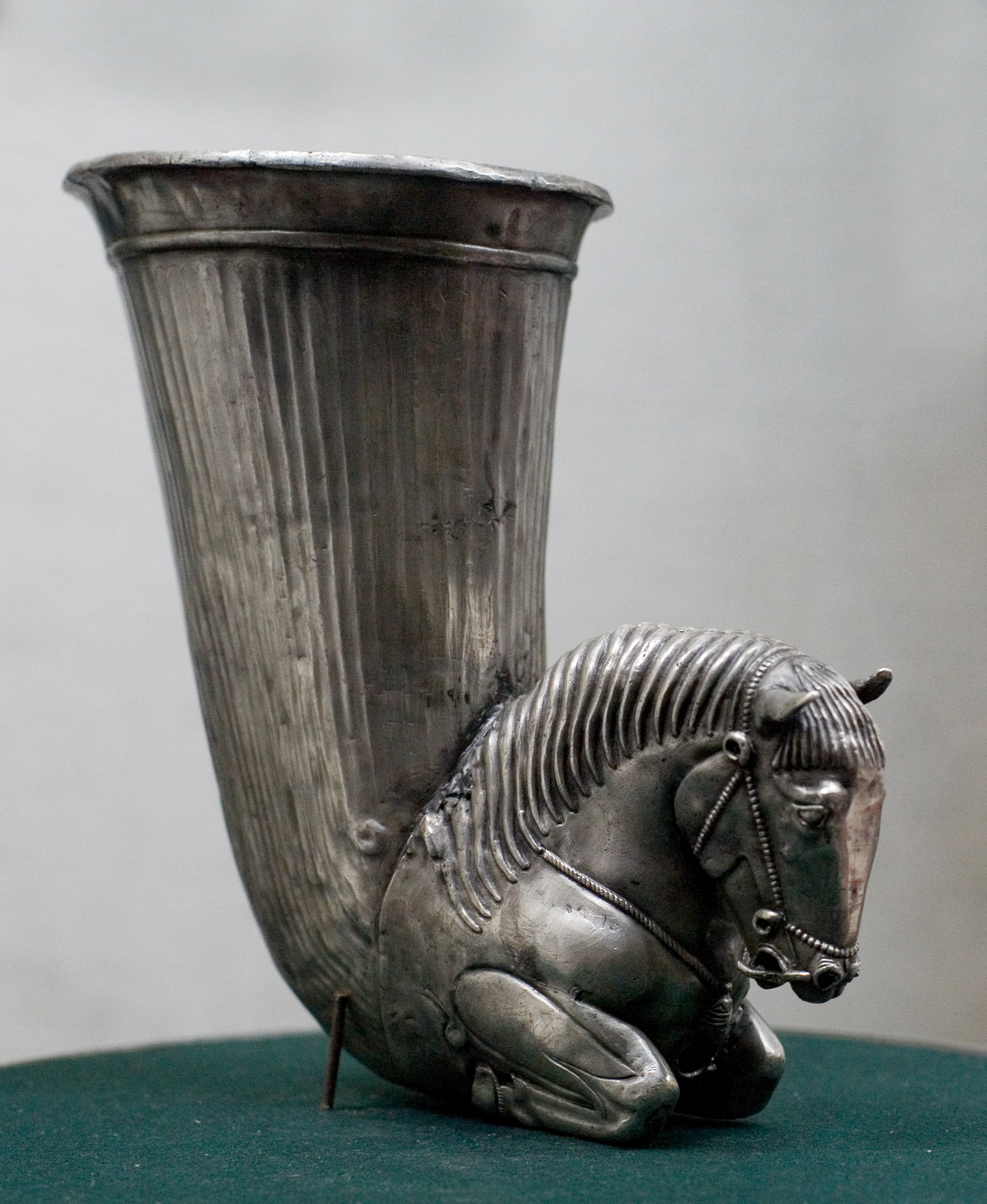
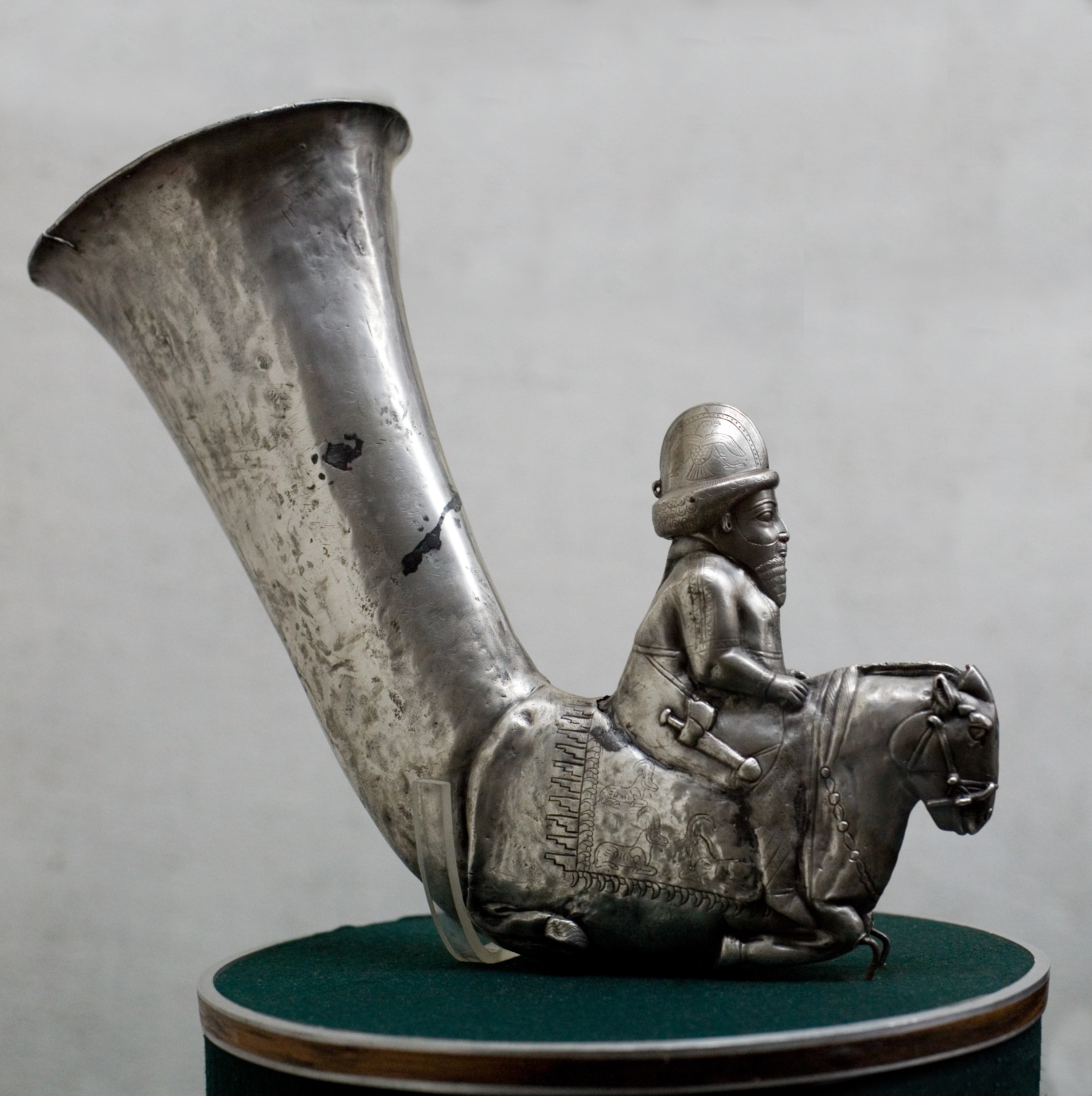

## Устройство города
Город Эребуни состоял из цитадели, расположенной на вершине холма Арин-Берд, а также из городских кварталов, расположенных у подножья холма. Общая площадь территории города составляла 200 га. Кроме этого, на вершинах двух соседних небольших холмов археологи обнаружили остатки урартской керамики, поэтому возможно, что их вершины также входили в состав древнего города. К сожалению, возможная территория расположения городских кварталов к середине XX века была включена в состав пригородов Еревана и интенсивно застраивалась, и поэтому плохо сохранилась для археологов. Вместе с этим, исследователи отмечают, что в отличие от других урартских городов Закавказья (Тейшебаини, Аргиштихинили), крепость Эребуни не была предназначена для тесной интеграции с городскими постройками, что, вероятно, вызвано её изначальным военным предназначением. Учёные полагают, что место расположения Эребуни было обусловлено исключительно военно-стратегическими соображениями: с холма Арин-Берд хорошо просматриваются как Араратская долина, так и большинство дорог, проходящих в регионе.

### Устройство крепости
Крепость (цитадель) Эребуни имела треугольную форму и занимала вершину холма Арин-Берд высотой около 65 м. При строительстве крепости, верхушка холма была искусственно выровнена. Общая площадь цитадели составляла около 8 га. Фундамент крепости был сооружён из базальтовых глыб, сложенных на выровненную скалу, составляющую основу холма. Единственный подъезд к крепости располагался у её юго-восточной части, так как остальные склоны Арин-Берда слишком круты. Здесь и находились главные ворота крепости, в фундаменте которых в 1958 году была обнаружена надпись Аргишти I об основании Эребуни.
 Территория дворца внутри крепости
 Перистиль (внутренний двор) дворца
 Храм «Суси», построенный Аргишти I для бога Иварша
 «Карасные комнаты» (кладовые для хранения вина)
 Храм бога Халди
Помещения периода Ахеменидов:
(Часть крепости была перестроена в VI—V веке до н.э.)
 Ападана
 Храм Огня
Координатные (серые) линии проведены через каждые 50 м.

#### Внутренние помещения крепости

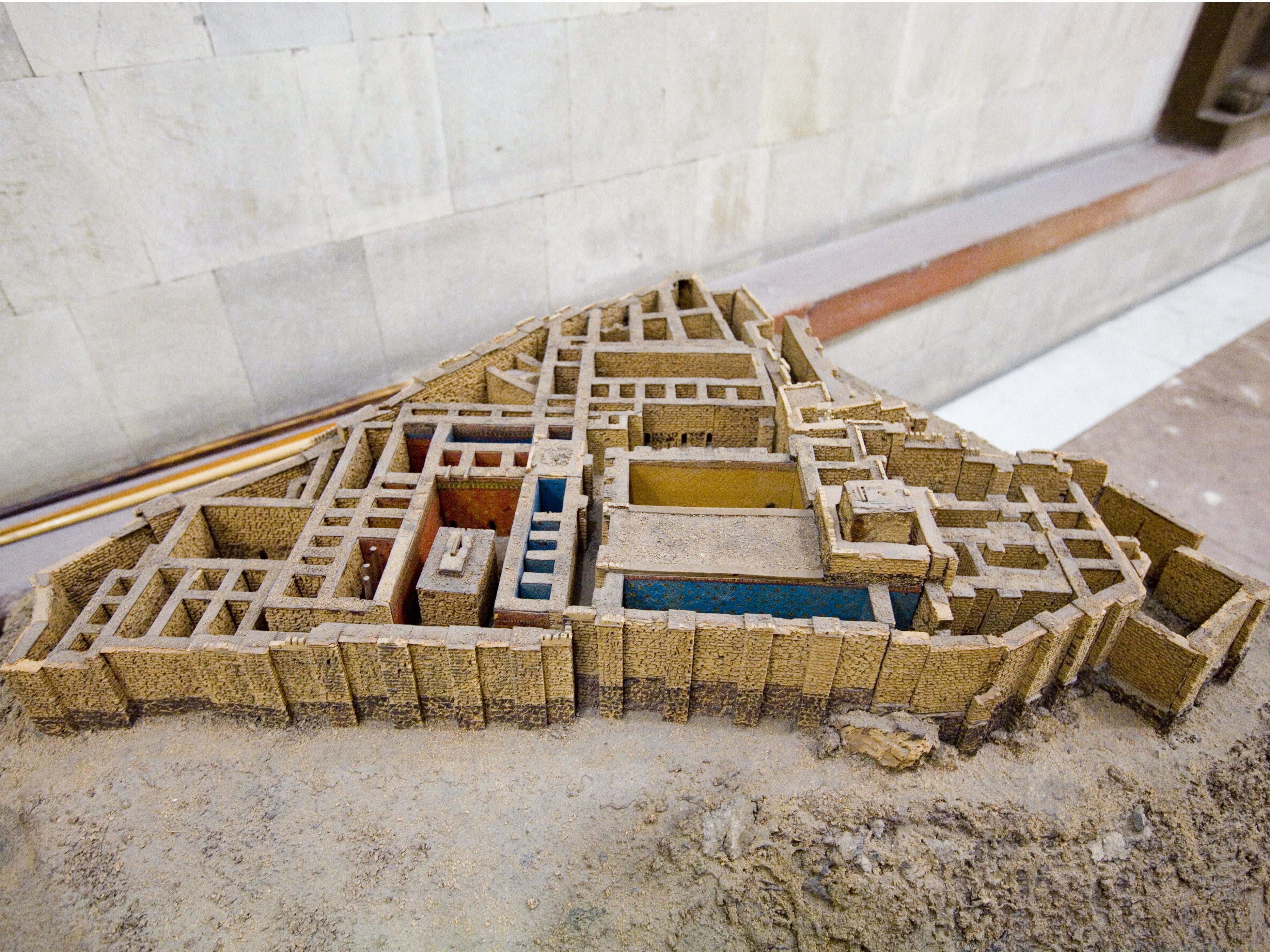
Макет крепости в музее Эребуни

В крепости выделяется дворцовая часть, расположенная слева от главных ворот. Дворец Эребуни находился с юго-западной стороны крепости (с видом на гору Арарат) и, вероятно, регулярно использовался царями Урарту. На территории дворцовой части находился храм «Суси», перистильный дворик, хозяйственные помещения, которые включали две винные кладовые, заполненные карасами.
Справа от главных ворот находился внутренний двор крепости размером 14×17 м и примыкающий к нему храм бога Халди. В состав храма входила колоннада и многоуровневое помещение башенного типа, напоминающий маленький зиккурат. В остальных секциях крепости располагались зернохранилища, другие хозяйственные помещения, а также жилища военного гарнизона, охранявшего крепость. Как и в других урартских городах, в Эребуни находились несколько винных кладовых, самая крупная из которых размером 13×38 м вмещала 100 винных карасов. Общая ёмкость винных кладовых Эребуни составляла по разным оценкам от 750 до 1750 л.
В Ахеменидский период храм «Суси» и храм бога Халди были перестроены в персидские сооружения: «Храм Огня» и «Ападану» соответственно, названные так археологами Эребуни за схожесть с одноименными персидскими постройками в Сузах и Персеполисе.

#### Архитектура крепости
Внешняя крепостная стена состояла из сложенного из базальтовых камней (иногда в качестве камней фундамента использовался также туф) цоколя высотой 2 м и стены, сложенной из кирпича-сырца, высотой около 7 м. Крепостная стена была усилена через каждые 8 м контрфорсами пятиметровой ширины. В некоторых местах общая высота стен достигала 12 м. Для скрепления камней и сырцового кирпича использовался глиняный раствор. Вокруг крепостных стен с внешней стороны была сделана отмостка, дополнительно укрепляющая фундамент и позволяющая охранникам делать обходы крепости.

Стены крепости Эребуни
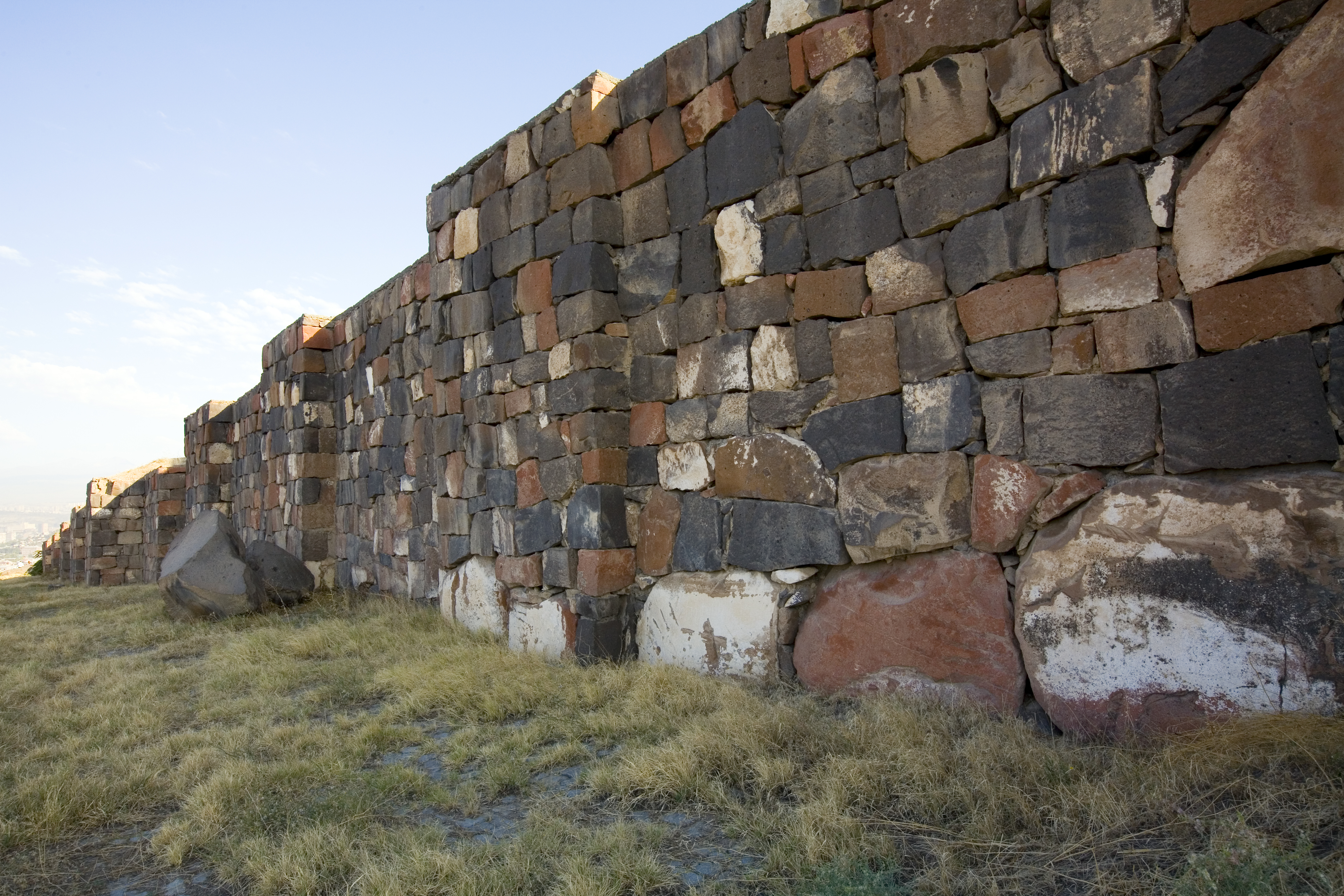
Фундамент внешней стены с выступающими контрфорсами
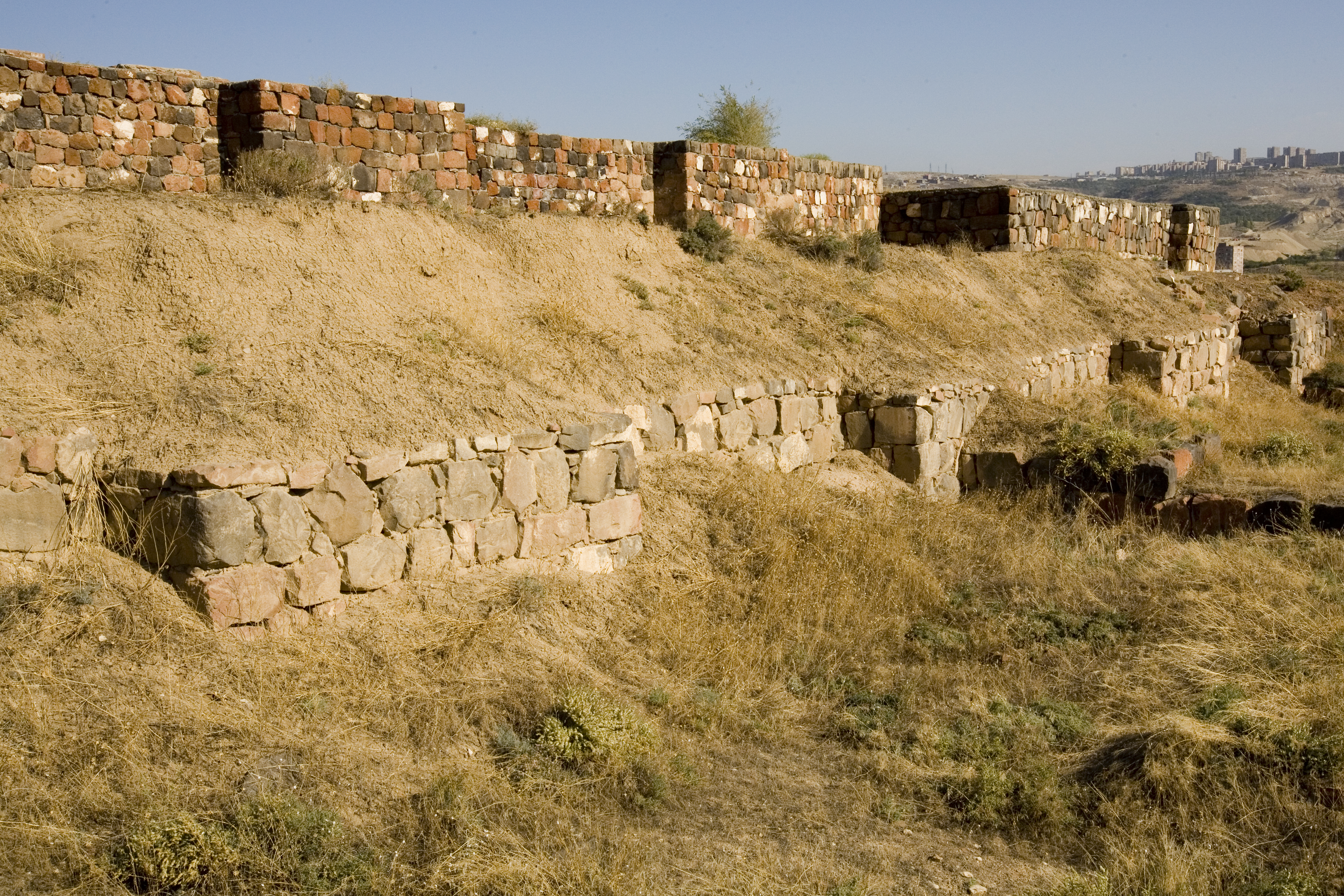
Сохранившаяся отмостка на южной стене
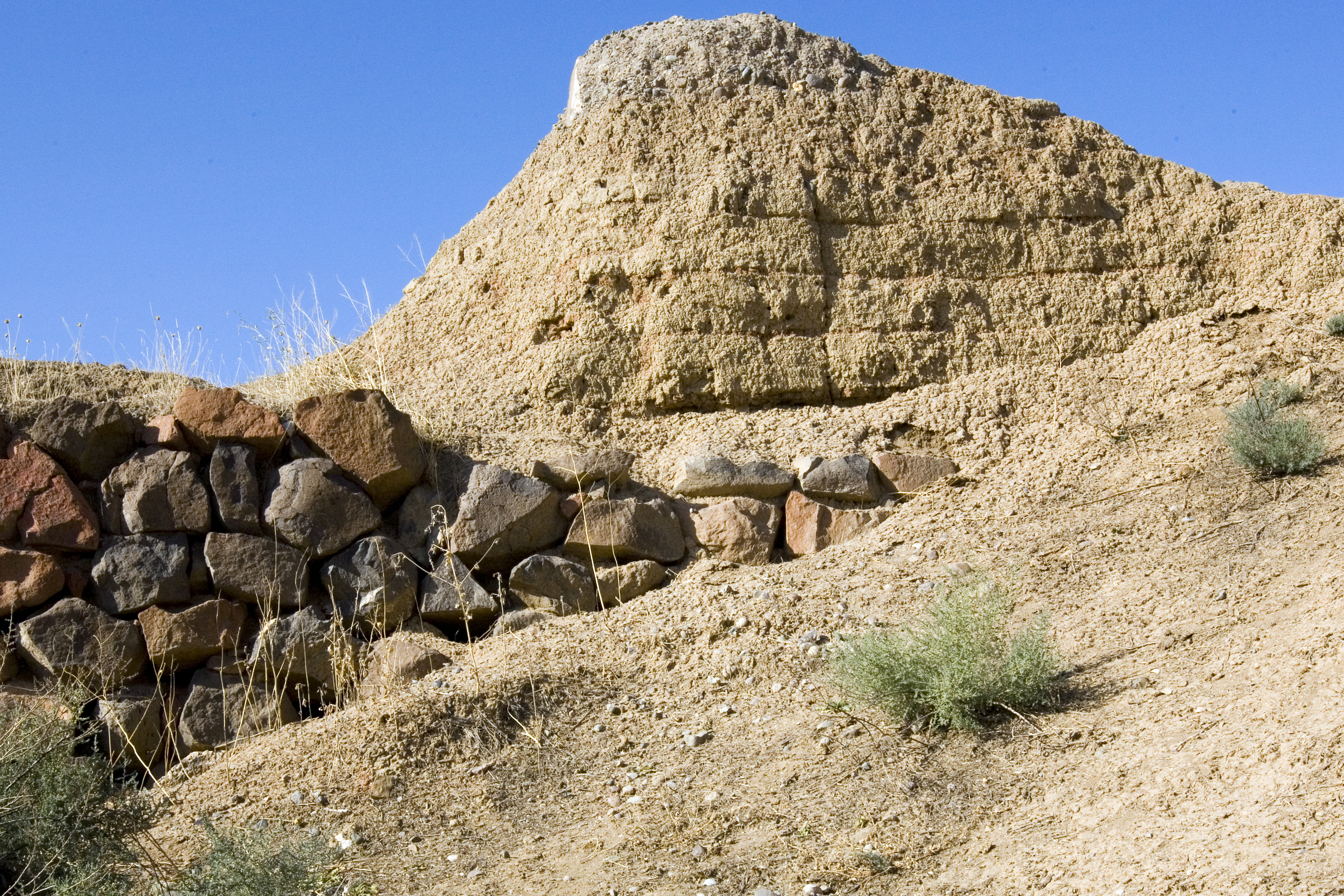
Структура стены: каменное основание, выше стена из кирпича-сырца (за прошедшие столетия стена из кирпичей превратилась в глиняную массу, где лишь просматриваются очертания древней кладки)

Фундаменты стен у основания не имели расширения, как у более поздних урартских построек, например, в Тейшебаини. Кирпичи изготовлялись из глины с добавлением (для прочности) мелкорубленой соломы, аналогично другим урартским и месопотамским сооружениям. Кирпичная кладка тщательно перевязывалась, для этого использовались кирпичи двух размеров: прямоугольные 32,3×47,4×12,5 см и квадратные 47,4×47,4×12,5 см. Для кладки использовался глиняный раствор. Стены были оштукатурены глиной с примесью мелкорубленой соломы.
Пол в большинстве помещений устроен на скальной основе, выровненной стяжкой из глиняной массы толщиной 8—9 см. Поверх стяжки был уложен слой кирпичей, поверх которого во многих помещениях был уложен слой дерева, напоминающий современный паркет. Перекрытия главным образом были изготовлены из дерева, лишь в некоторых случаях были использованы арки из кирпичей.
Нижняя часть внутренних помещений крепости была также сложена вперемешку из базальтовых и туфовых камней, верхняя из сырцевого кирпича. Археологические раскопки позволили установить, что в качестве дверных балок использовался толстый деревянный брус, двери были деревянные и массивные толщиной 12 см, крыша состояла из деревянных балок переплетенных камышом.

Архитектурные элементы крепости Эребуни
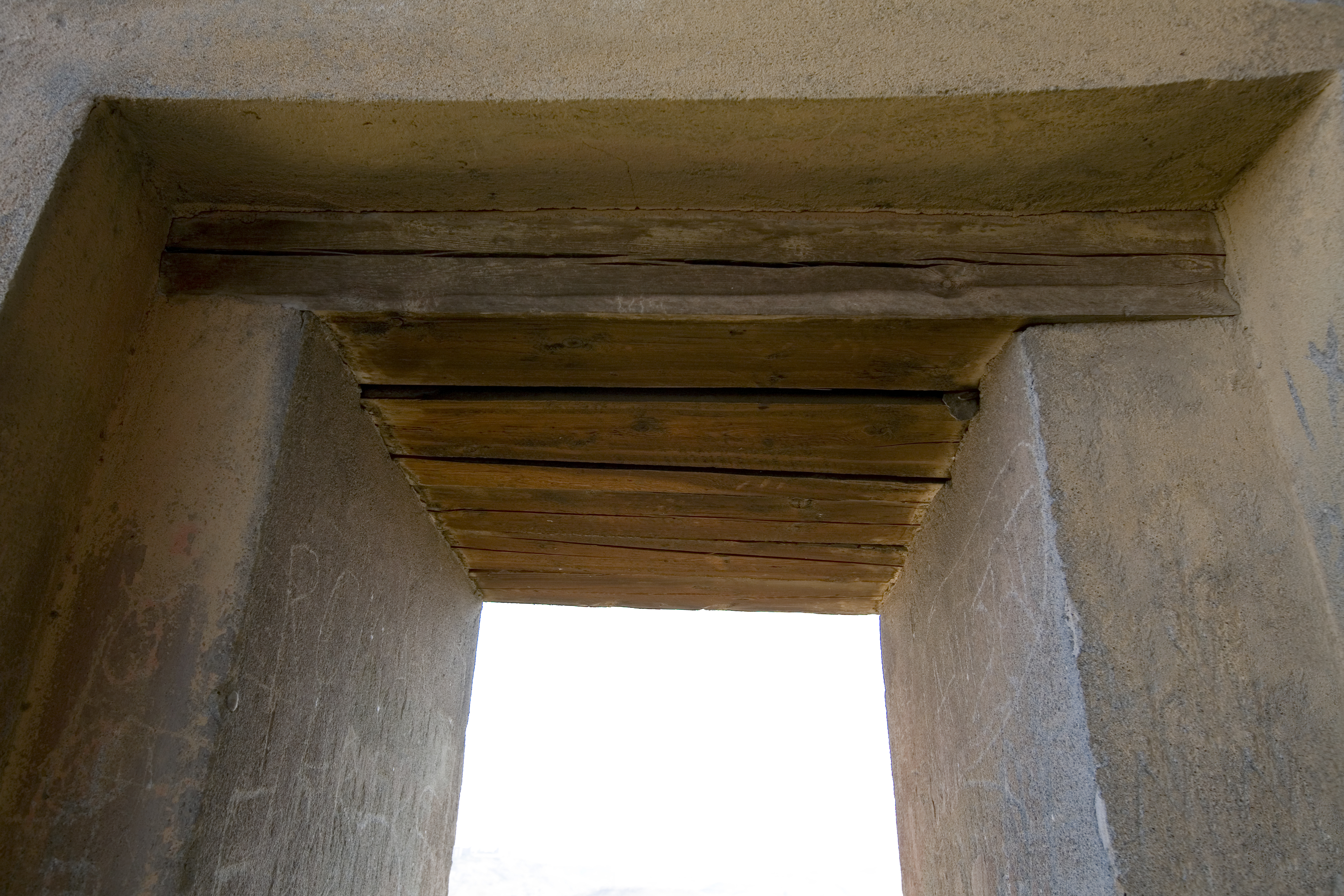
Перекрытие двери внутреннего помещения, выполненное из деревянного бруса (реконструкция по материалам археологических раскопок)
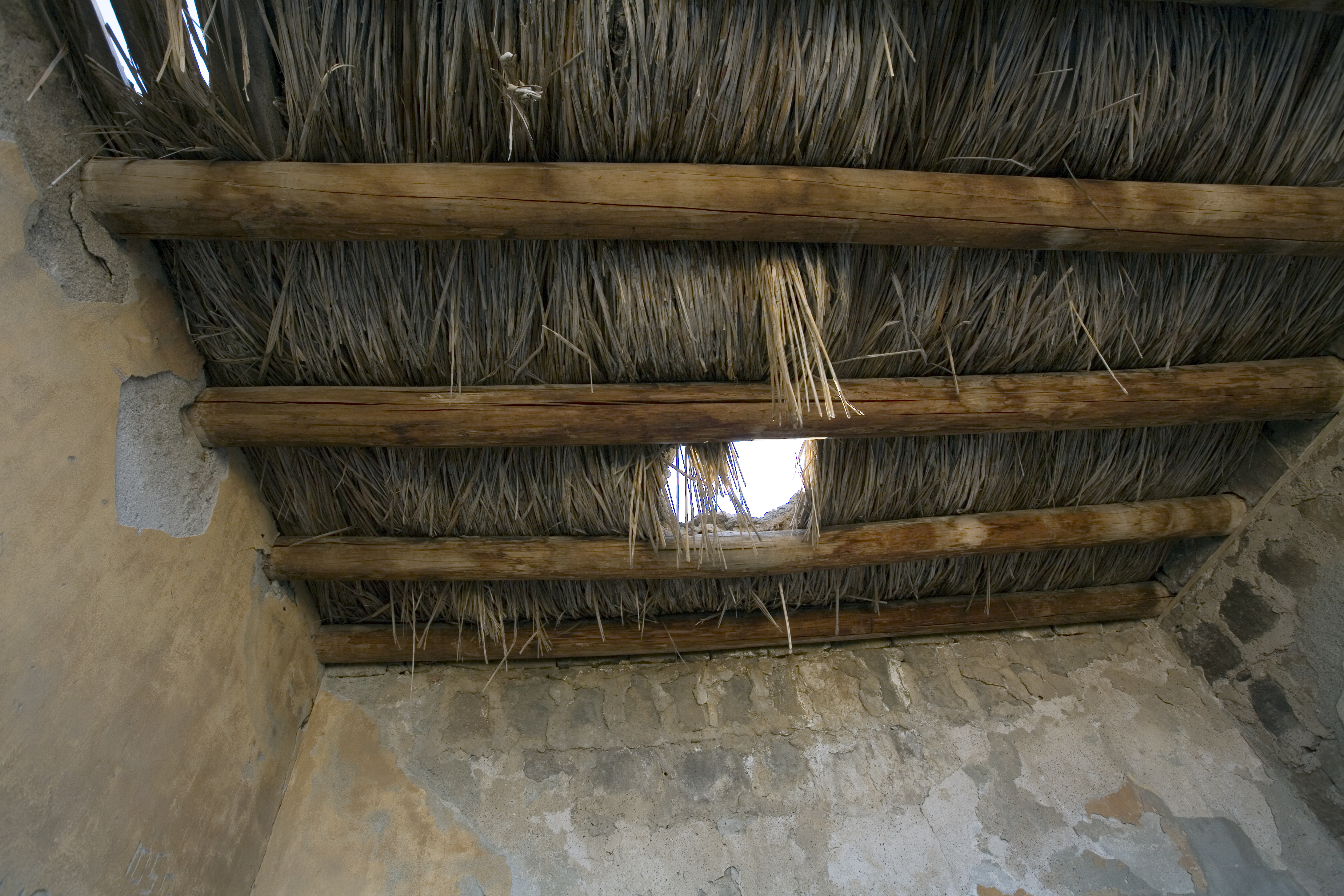
Крыша внутреннего помещения: деревянные балки, покрытые камышом (реконструкция по материалам археологических раскопок)
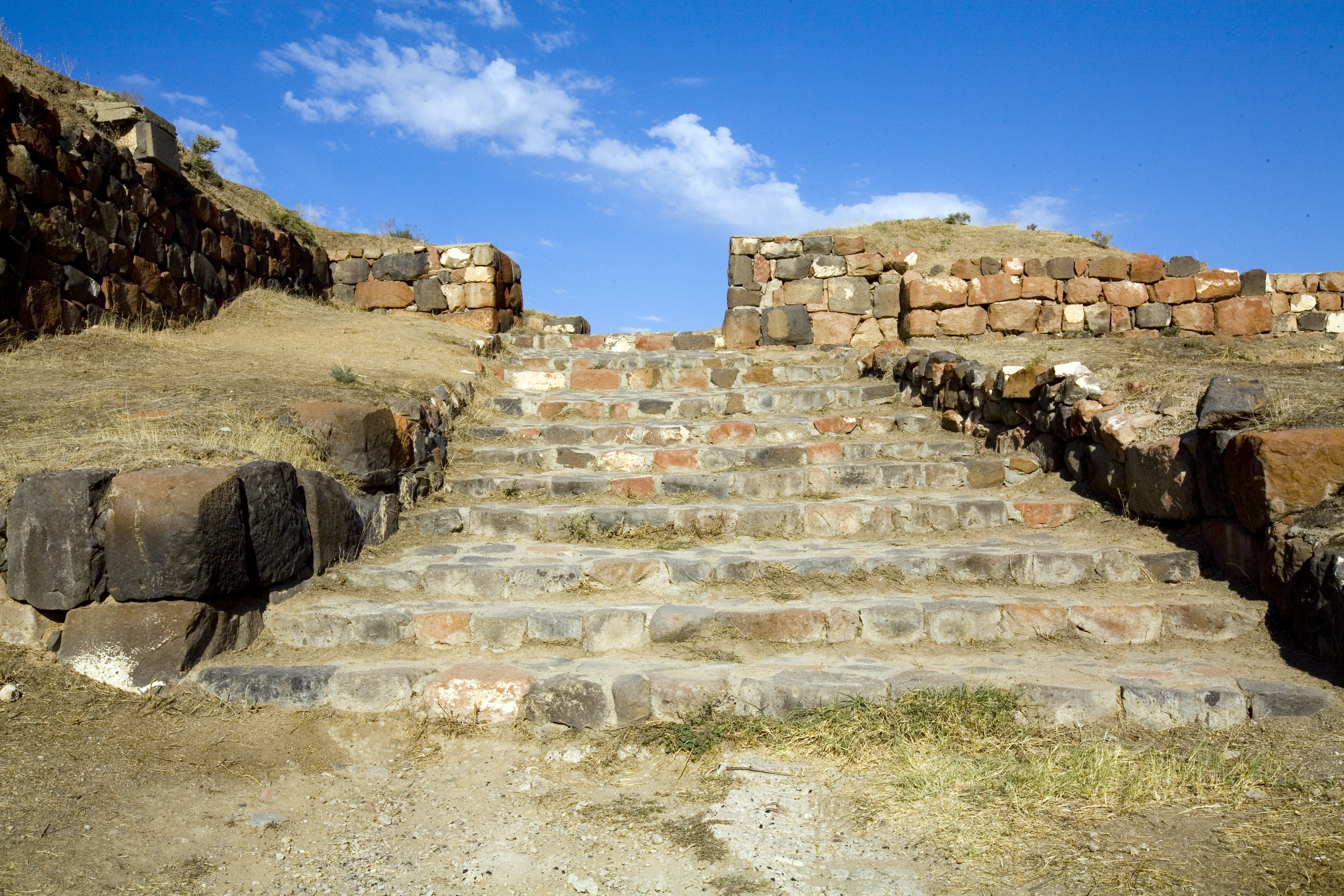
Каменная лестница в хозяйственные помещения

#### Архитектура храмов
Архитектура храмов бога Халди и храма «Суси» в Эребуни отличается от архитектуры цитадели и по-своему примечательна.

##### Храм бога Халди
Храм бога Халди в Эребуни примечателен тем, что является самой крупной хотя бы частично сохранившейся урартской храмовой постройкой. Храм бога Халди был заложен Аргишти I, о чём свидетельствует обнаруженная в 1968 году частично сохранившаяся клинописная табличка. Храм состоял из четырёх частей: подсобной комнаты 7,2×7,2 м, большого зала 7,2×37,0 м, квадратной башни с лестницей и перистильного П-образного двора. Пол большого зала в отличие от других помещений был выложен из деревянных дощечек, напоминающих паркет. Перистильный двор храма — уникальное для урартской архитектуры сооружение, хотя типичное для архитектуры других древневосточных культур. Крышу двора поддерживали 12 колонн, под полом, вымощенным мелким булыжником, была обустроена система отвода сточных вод. Башня с лестницей отдаленно напоминала небольшой месопотамский зиккурат, весь храм был ориентирован по диагонали к сторонам света, что также согласуется с месопотамской традицией. Стены храма были расписаны настенными рисунками, преимущественно на голубом фоне. В ахеменидский период половина храма бога Халди использовалась для хозяйственных нужд, а другая половина стала частью крупной ападаны.

##### Архитектура храма «Суси»
Храм «Суси» представляет собой прямоугольное помещение с внутренними размерами 5,05×8,08 м, внешними 10,00×13,45 м, площадью 40 м², и был очевидно предназначен лишь для небольшого числа посетителей. Храм был расположен строго по диагоналям к сторонам света, что характерно для храмов Месопотамии. В глубине помещения размещался жертвенник. Освещался храм через верхнее отверстие, которое также использовалось для отвода дыма от жертвенного костра. Внутренние стены храма были украшены настенными росписями. В храме был один дверной проём, по обеим сторонам которого остались клинописные надписи царя Аргишти I о закладке сооружения. Фундамент храма выполнен из более крупных и тщательнее вытесанных блоков, чем другие фундаменты Эребуни, что архитектурно сближает его с урартскими крепостями на северном берегу озера Ван. В связи с этим учёные предполагают, что храм, возможно, сооружался при помощи неурартского населения Эребуни (либо, более вероятно, при помощи переселенцев из страны Хати, либо при участии местного населения страны «Аза»). В ахеменидский период храм был также перестроен в персидский храм.

Архитектура храмов Эребуни
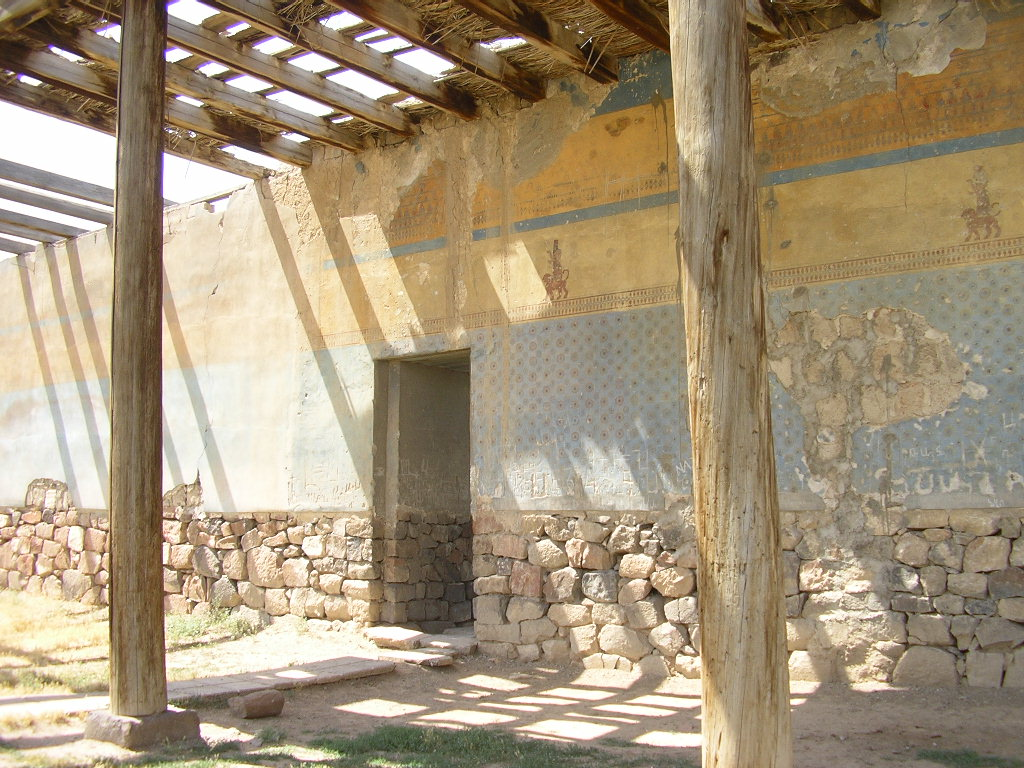
Фрагмент перистильного двора храма бога Халди (реконструкция)
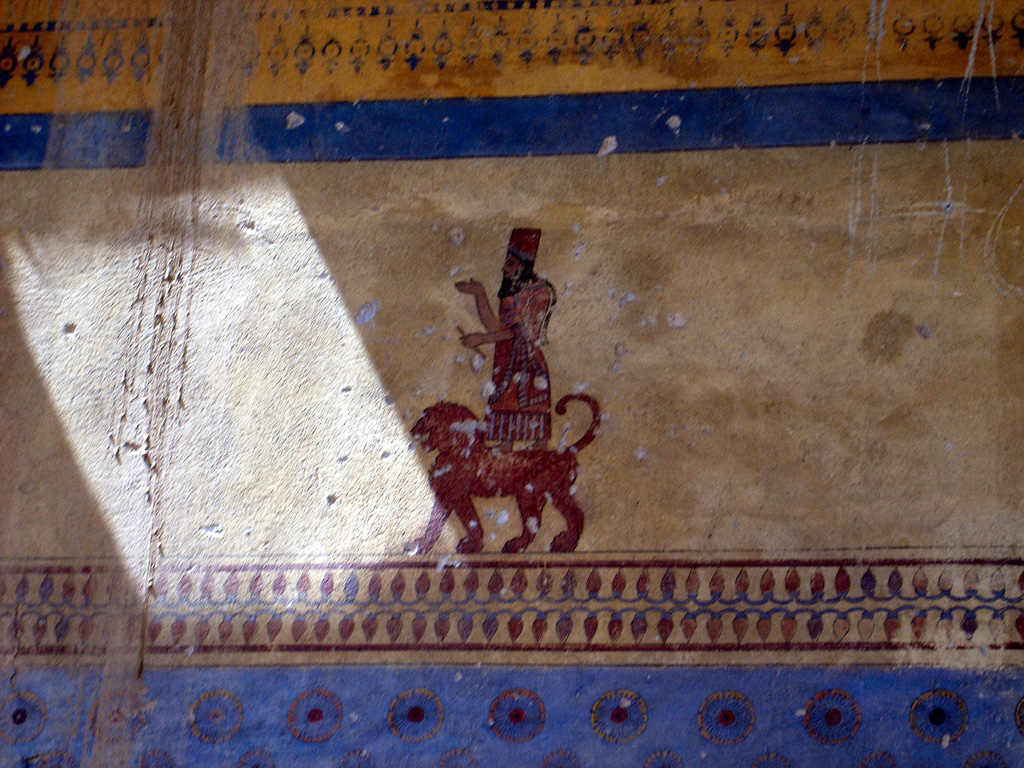
Изображение бога Халди, настенная роспись храма (реконструкция)
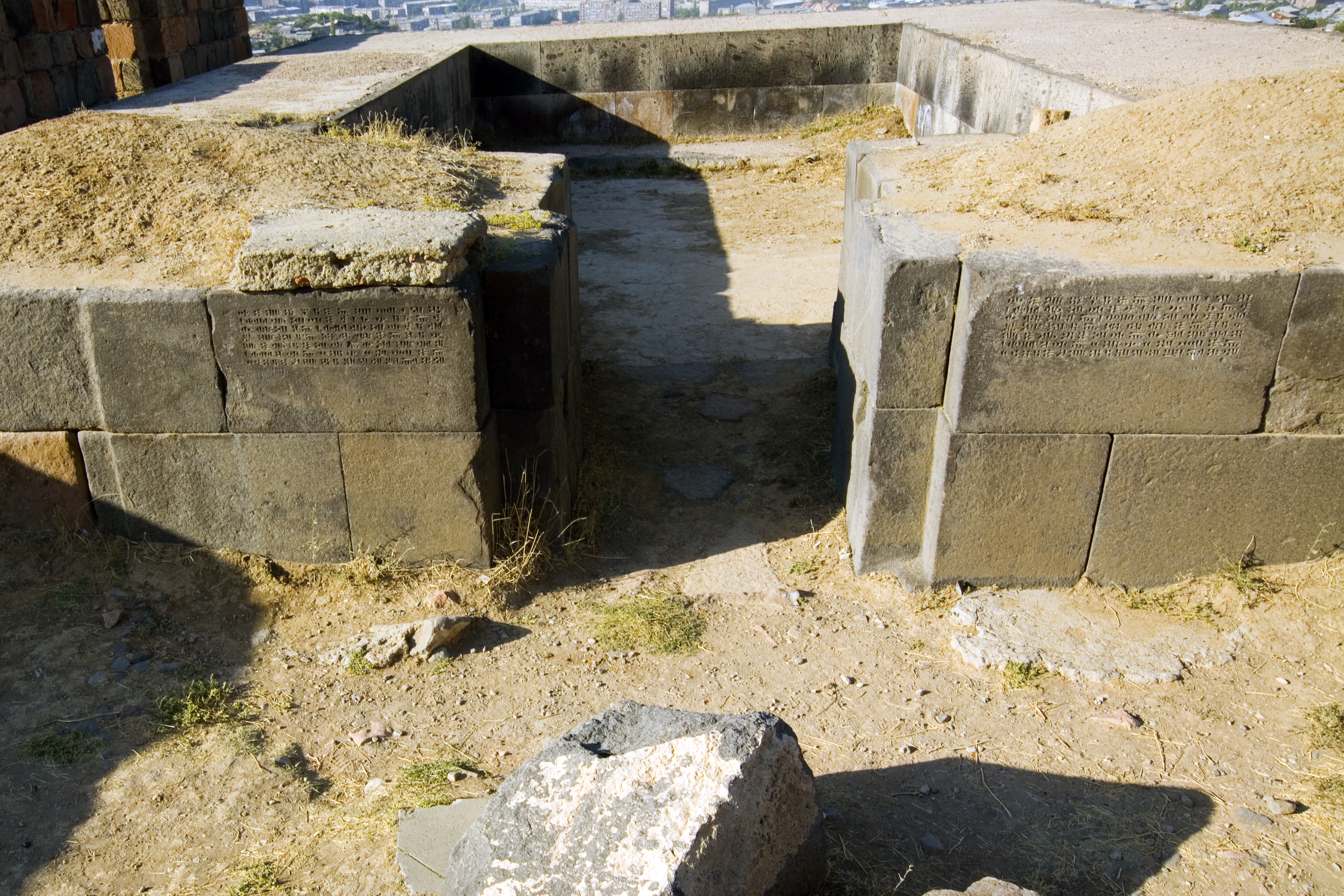
Вход в храм «Суси»

#### Монументальные росписи
По-видимому, благодаря тому, что урарты оставили Эребуни без боя, именно в этом городе лучше всего сохранились монументальные внутренние росписи стен, следы которых были обнаружены археологами почти во всех урартских городах. Первые росписи были обнаружены в первый год раскопок, в 1950 году, в храме бога Халди. После этого, археологи, исследовавшие Эребуни, проделали большую работу по сохранению упавших частей стен и штукатурки с фрагментами росписей и по их консервации. Урартская технология окрашивания сохранила до наших дней яркую гамму красок настенных росписей. Уцелевшие оригинальные фрагменты росписей хранятся в музеях Армении, в основном в Историческом музее Армении. В музее «Эребуни», на развалинах самого Эребуни и в других музеях, также выставлены многочисленные копии и реконструкции этих росписей.

Монументальные росписи из крепости Эребуни
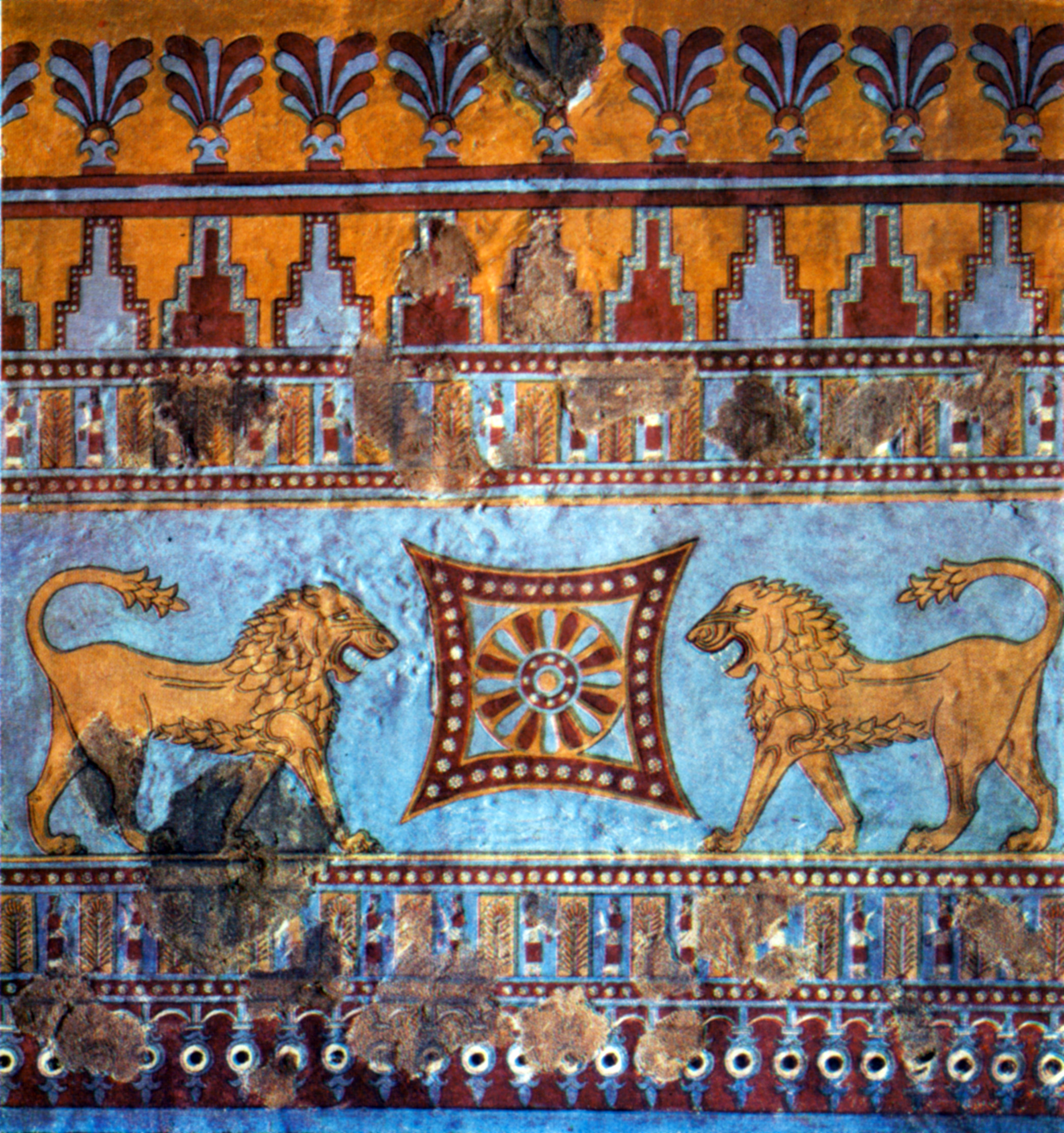
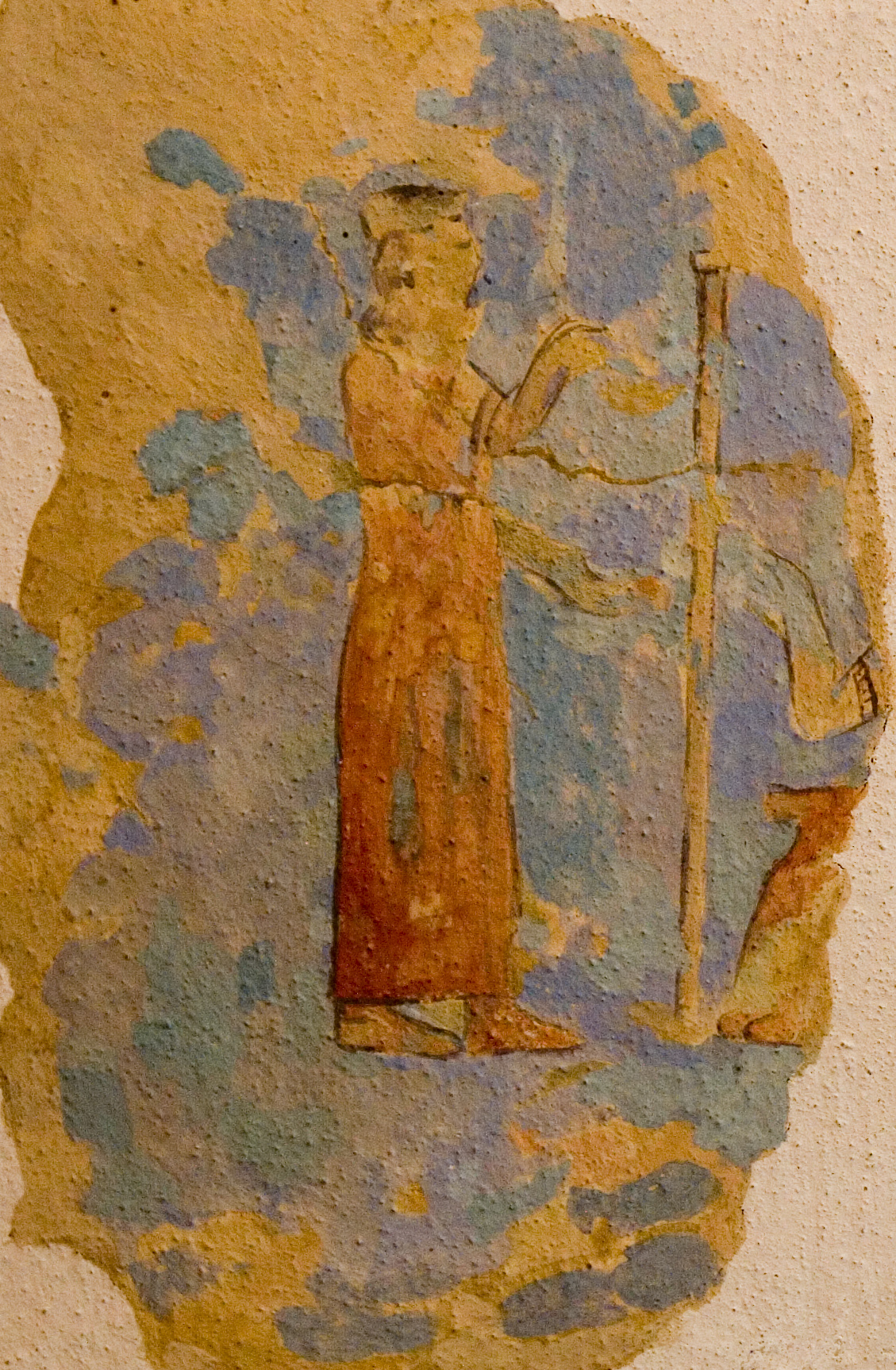
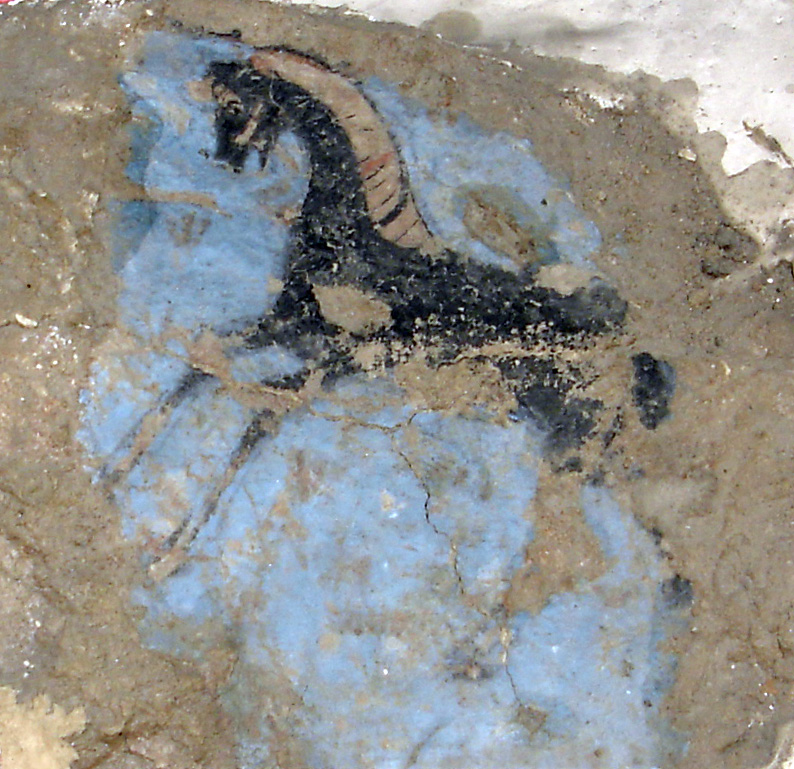
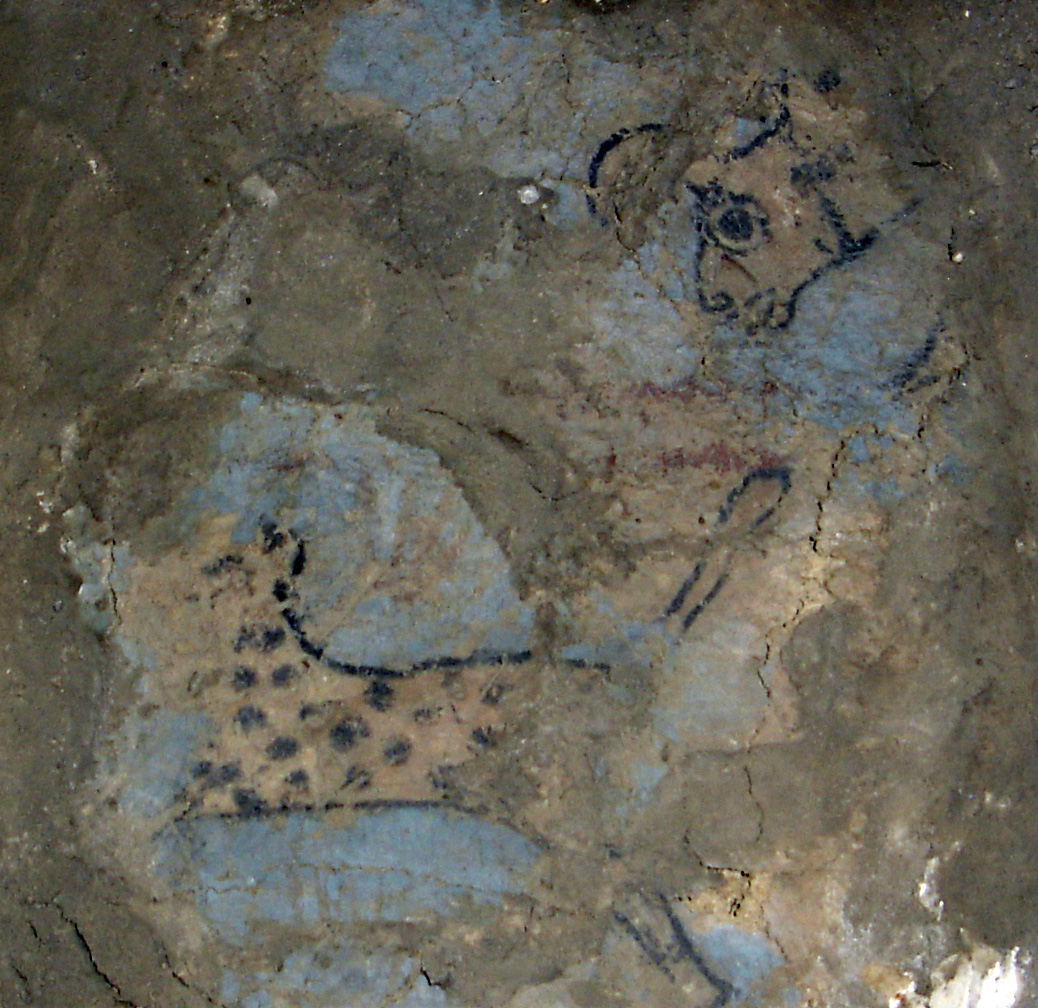
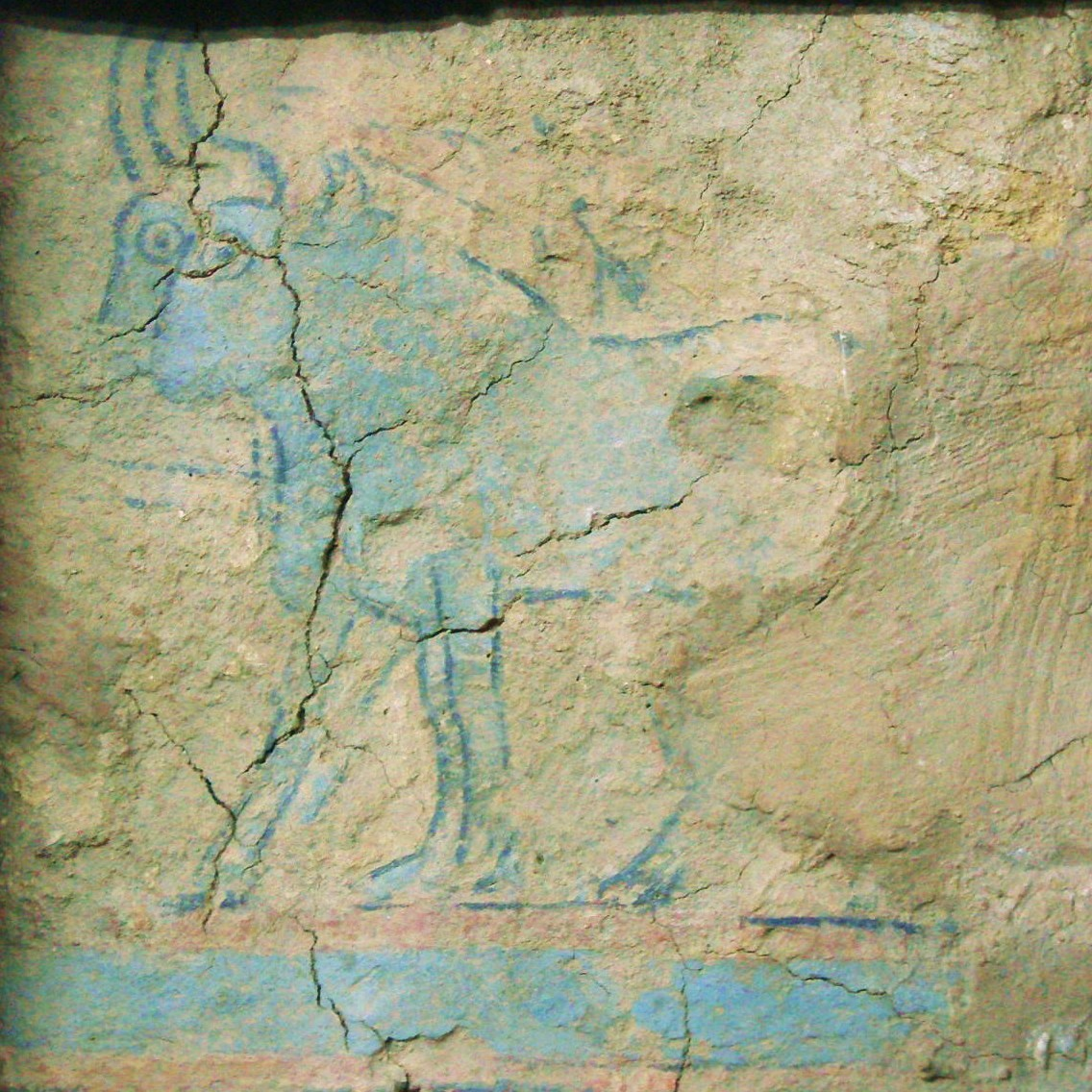

## Водоснабжение города

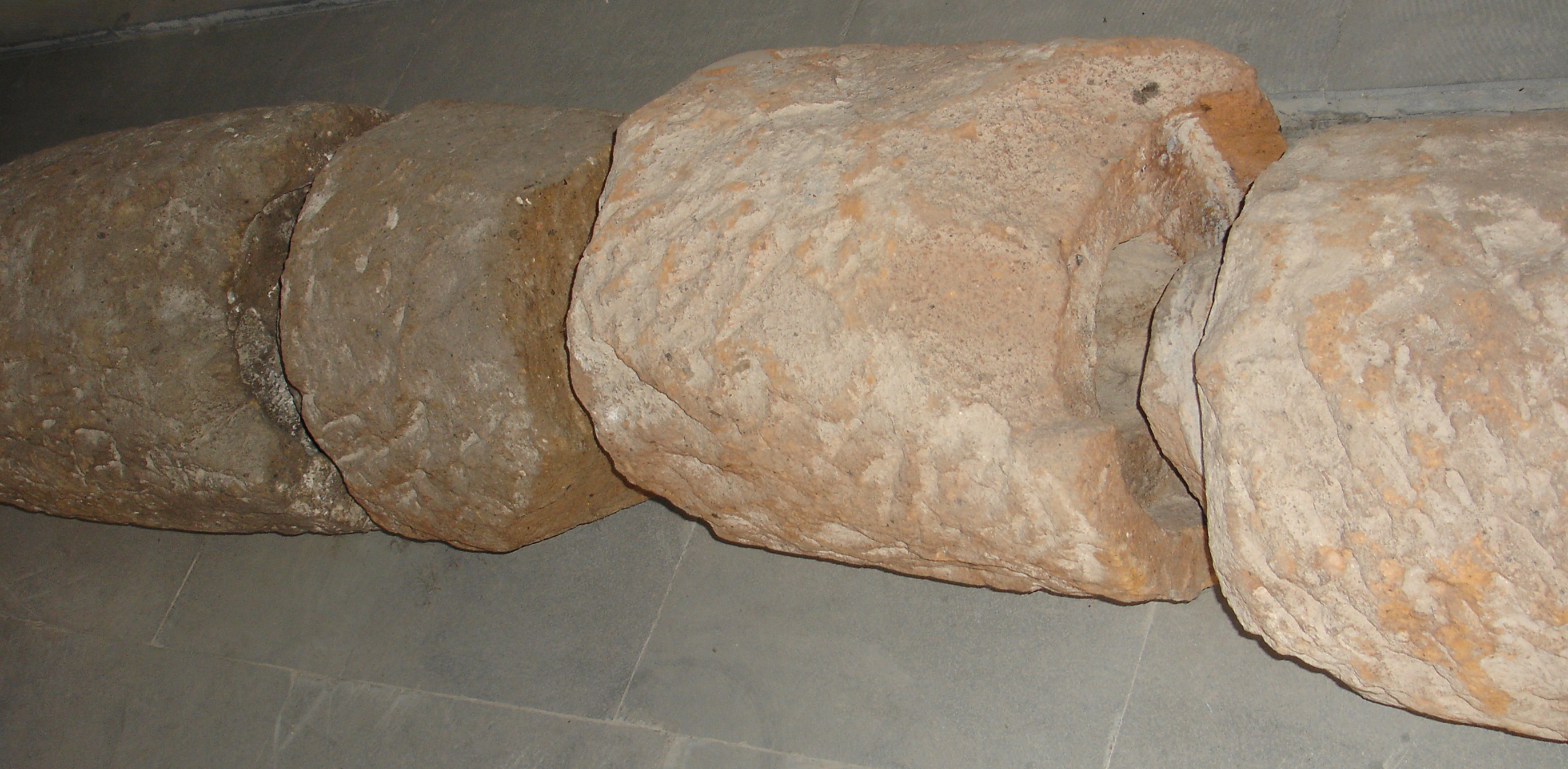
Фрагмент каменного водопровода Эребуни

Как и в других урартских крепостях, в крепости Эребуни были тщательно продуманы и организованы системы водоснабжения и водоотвода. Водоснабжение крепости обеспечивал подземный самотечный водопровод из круглых каменных труб, стыкующихся друг с другом. Внешний диаметр труб составлял 40 см, внутренний 10 см, стыки между ними заделывались глиной. Источником воды для водовода вероятно являлись источники Гарнийских гор, расположенные в 7 км от Эребуни. Остатки веток древнего урартского водопровода были обнаружены при раскопках на холме Арин-Берд. Водовод был тщательно скрыт и имел также стратегическое значение, особенно на случай осады крепости.
Также тщательно был организован отвод сточных вод из крепости. Например, в большом внутреннем дворе крепости и в перистильном дворе сохранились колодцы для сбора дождевой воды с последующим водоотводом.
Вода из водовода крепости вероятно не использовалась в городских кварталах города, так как её не хватало. На территории города был обнаружен каменный чан, фильтрующий воду из более загрязненных источников.

## Наследие Эребуни
Крепость Эребуни на холме Арин-Берд с некоторой степенью условности считается (словами Б. Б. Пиотровского) «древним ядром» современного Еревана. С одной стороны, крепость Эребуни была покинута урартами в VI веке до н. э., а затем занята персами в V—IV веках до н. э. и в IV веке до н. э. окончательно заброшена. Известно также, что после завоевания Империи Ахеменидов Александром Македонским греческий центр в Армении уже находился вблизи современного Вагаршапата, в 20 км от Эребуни. Таким образом, нет прямой связи между Эребуни, покинутым в IV веке до н. э., и Ереваном, впервые упоминаемым в 609 году н. э. (но, возможно, существующим с III в. н. э.). С другой стороны, возможна этимологическая связь между словами «Ереван» («Эривань») и «Эребуни» (несмотря на первоначальное чтение «Ирпуни»), которая позволяет допустить определённую связь между Эребуни и Ереваном. Кроме этого, несомненно культурное влияние Урарту на Армению в целом и на Ереван в частности. Исследователи также видят в перестройках Эребуни эпохи Ахеменидов и в серебряных изделиях этого времени, обнаруженных в Эребуни, следы культурного влияния Урарту на Империю Ахеменидов.

## Эребуни в настоящее время
Все археологические работы в крепости Эребуни, расположенной на вершине холма, в настоящее время законсервированы. Многие объекты крепости, включая большие участки фундаментов стен, фундаментов храмов частично реставрированы. Отдельные элементы храма бога Халди и хозяйственных помещений крепости, где наилучшим образом сохранились участки кирпичной кладки, фрагментарно реставрированы и частично реконструированы, чтобы продемонстрировать посетителям принцип их устройства в урартское время.
У подножья северо-западной части холма в 1968 году открыт Музей «Эребуни», где собраны находки собственно из Эребуни и из соседнего Тейшебаини, при этом оригиналы некоторых наиболее ценных предметов материальной культуры из обоих городов заменены копиями, а сами предметы находятся в Историческом музее Армении или в его запасниках.
У противоположного склона холма, где в урартское время располагались городские постройки, в 2002 году возобновились археологические раскопки, финансируемые Фондом Сороса, в которых участвуют армянские и западные археологи.
Слово «Эребуни» популярно в современной Армении и часто используется в названиях коммерческих структур и торговых марок. Район Еревана, на территории которого находится крепость Эребуни, носит название «Эребуни», так же назван и один из аэропортов Еревана.
В апреле 2012 года журналом «Forbes» поселение Эребуни было включено в список «9 самых древних крепостей мира».